# Kanye West díjai és jelölései
Kanye West amerikai rapper, producer, rendező, divattervező, üzletember és dalszerző. Karrierje során rengeteg díjat és jelölést nyert el. A 2000-es évek elején lett először sikeres, produceri munkájáért több díjat is elnyert. Ezt követően zenei előadó lett és elnyerte a Legjobb új férfi előadó díjakat a 2004 World Music Awards és a 2004 Billboard Music Awards gálákon is. Ugyanebben az évben kiadta debütáló albumát, a The College Dropoutot (2004). A lemez több díjat is elnyert és West minden idők harmadik legtöbb jelölését (10) szerezte érte a 47. Grammy-gálán. A The College Dropout megkapta a Legjobb rapalbum díjat is, míg a Jesus Walks kislemez a Legjobb rap dal lett.
West második stúdióalbuma, a Late Registration (2005) szerezte a legtöbb jelölést a 48. Grammy-gálán, nyolccal. A jelölésekből három díjat nyert el és mindössze a második előadó lett, aki sorozatban kétszer is megnyerte a Legjobb rapalbum kategóriát. Ugyanebben az évben az Év nemzetközi férfija lett a 2006-os Meteor Awardson. Ő kapta a legtöbb jelölést (8) az 50. Grammy-gálán, Graduation (2007) albumáért. Az öt rapkategóriából négyet megnyert a lemez, míg West lett az első előadó, akinek első három albumát jelölték az Év albuma díjra.
West negyedik albuma, az 808s & Heartbreak (2008) jelölve volt az Év albumának a 2009-es Soul Train Music Awardson, illetve szerepelt rajta a Love Lockdown kislemez, amit három kategóriában is jelöltek a 2009-es MTV Video Music Awards díjátadón, amelyek között volt az Év videója is. Ugyanígy az évben megnyerte a rekordnak számító harmadik Brit Award-díját a Nemzetközi férfi előadó kategóriában. Ötödik stúdióalbuma, a My Beautiful Dark Twisted Fantasy (2010) és a Watch the Throne (2011) közreműködése Jay-Z-vel elnyerte neki a legtöbb jelölést az 54. Grammy-gálán. Azt megismételte a következő évben is, mikor ötödjére neki volt a legtöbb jelölése a gála egy estéjén. Az 55. Grammy-gálán három díjat nyert el.
A Cruel Summer (2012) GOOD Music-válogatásalbumnak köszönhetően rekordnak számító 12 jelölést nyert el a 2012-es BET Hip Hop Awardson. Hatodik albumát, a Yeezust (2013) jelölték az év albuma díjra a 2014-es NME-díjátadón. 2015-ben elnyerte az év cipője díjat a Footwear News Achievement Awards gálán, Yeezy Boost termékéért. Ezek mellett mindössze a második rapper lett, aki megkapta az MTV Életmű-díjat. Hetedik stúdióalbumának, a The Life of Pablonak (2016) köszönhetően, amely a Yeezy Season 3 divatbemutatón jelent meg, elnyerte az Év előadója díjat a 20. Webby-gálán, két Clio Awards-díj mellett. 2018-ban kapott először jelölését az Év producere, nem-klasszikus kategóriában, a 61. Grammy-gálán. Nyolcadik albuma, a Ye (2018) jelölve volt Az év külföldi rap- vagy hiphopalbuma díjra a 2019-es Fonogram magyar díjátadón. West Jesus Is King (2019) albuma elnyerte neki a Legjobb kortárs keresztény zenei album díjat a 63. Grammy-gálán. A 64. Grammy-gálán Donda című albuma négy jelölést is szerzett, amelyből kettőt meg is nyert, illetve West Lil Nas X Montero albumáért is kapott jelölést, producerként.

## ACE Awards
| Év   | Jelölt / munka | Kategória      | Eredmény | For.  |
| ---- | -------------- | -------------- | -------- | ----- |
| 2010 | Kanye West     | Stylemaker-díj | Elnyerte | [ 6 ] |

## AEC Awards
| Év   | Jelölt / munka | Kategória              | Eredmény | For.  |
| ---- | -------------- | ---------------------- | -------- | ----- |
| 2005 | Kanye West     | Változást hozó személy | Elnyerte | [ 7 ] |

## American Music Awards
| Év   | Jelölt / munka                                    | Kategória                        | Eredmény | For.   |
| ---- | ------------------------------------------------- | -------------------------------- | -------- | ------ |
| 2004 | The College Dropout                               | Kedvenc Rap/Hiphop album         | Jelölve  | [ 8 ]  |
| 2004 | Kanye West                                        | Kedvenc áttörő előadó            | Jelölve  | [ 8 ]  |
| 2004 | Kanye West                                        | Kedvenc Rap/Hiphop férfi előadó  | Jelölve  | [ 8 ]  |
| 2006 | Kanye West                                        | Kedvenc Rap/Hiphop férfi előadó  | Jelölve  | [ 9 ]  |
| 2006 | Kanye West                                        | Kedvenc Pop/Rock férfi előadó    | Jelölve  | [ 9 ]  |
| 2008 | Kanye West                                        | Kedvenc Rap/Hiphop férfi előadó  | Elnyerte | [ 10 ] |
| 2008 | Graduation                                        | Kedvenc Rap/Hiphop album         | Elnyerte | [ 10 ] |
| 2011 | Watch The Throne                                  | Kedvenc Rap/Hiphop album         | Jelölve  | [ 11 ] |
| 2011 | Kanye West                                        | Kedvenc Rap/Hiphop előadó        | Jelölve  | [ 11 ] |
| 2015 | FourFiveSeconds (Rihannával és Paul McCartneyval) | Az év közreműködése              | Jelölve  | [ 12 ] |
| 2020 | Kanye West                                        | Kedvenc kortárs inspiráló előadó | Jelölve  | [ 13 ] |

## Antville Music Video Awards
| Év   | Jelölt / munka                    | Kategória                   | Eredmény | For.   |
| ---- | --------------------------------- | --------------------------- | -------- | ------ |
| 2005 | Gold Digger                       | Legjobb videó               | Jelölve  | [ 14 ] |
| 2007 | Can't Tell Me Nothing             | Legszórakoztatóbb videó     | Jelölve  | [ 15 ] |
| 2008 | Flashing Lights                   | Legjobb narrált videó       | Jelölve  | [ 16 ] |
| 2008 | Flashing Lights                   | Legjobb urban videó         | Elnyerte | [ 16 ] |
| 2009 | Welcome to Heartbreak             | Legjobb teljesítményű videó | Jelölve  | [ 17 ] |
| 2009 | Welcome to Heartbreak             | Hype Williams-díj           | Elnyerte | [ 17 ] |
| 2009 | Welcome to Heartbreak             | Az év legjobb videóklipje   | Jelölve  | [ 17 ] |
| 2010 | Kanye West                        | Legjobb megbízott előadó    | Elnyerte | [ 18 ] |
| 2010 | Runaway                           | Legjobb cinematográfia      | Jelölve  | [ 18 ] |
| 2010 | Power                             | Legszórakoztatóbb videó     | Jelölve  | [ 18 ] |
| 2011 | Otis (Jay-Z-vel)                  | Legszórakoztatóbb videó     | Jelölve  | [ 19 ] |
| 2011 | Otis (Jay-Z-vel)                  | Legjobb teljesítményű videó | Jelölve  | [ 19 ] |
| 2011 | Otis (Jay-Z-vel)                  | Legjobb hiphopvideó         | Jelölve  | [ 19 ] |
| 2011 | Monster                           | Legjobb hiphopvideó         | Jelölve  | [ 19 ] |
| 2012 | No Church in the Wild (Jay-Z-vel) | Legjobb cinematográfia      | Jelölve  | [ 20 ] |
| 2012 | No Church in the Wild (Jay-Z-vel) | Legjobb hiphopvideó         | Jelölve  | [ 20 ] |
| 2012 | Niggas in Paris (Jay-Z-vel)       | Legjobb hiphopvideó         | Jelölve  | [ 20 ] |
| 2013 | Bound 2                           | Legjobb hiphopvideó         | Jelölve  | [ 21 ] |
| 2013 | Black Skinhead                    | Legjobb hiphopvideó         | Jelölve  | [ 21 ] |

## ARIA Awards
| Év   | Jelölt / munka     | Kategória                                 | Eredmény | For.   |
| ---- | ------------------ | ----------------------------------------- | -------- | ------ |
| 2021 | Kanye West – Donda | ARIA Award a Legjobb nemzetközi előadónak | Függőben | [ 22 ] |

## ASCAP Awards

### ASCAP London Music Awards
| Év   | Jelölt / munka                                    | Kategória             | Eredmény | For.   |
| ---- | ------------------------------------------------- | --------------------- | -------- | ------ |
| 2016 | FourFiveSeconds (Rihannával és Paul McCartneyval) | Hot 100 győztes dalok | Elnyerte | [ 23 ] |

### ASCAP Pop Music Awards
| Év   | Jelölt / munka                             | Kategória              | Eredmény | For.   |
| ---- | ------------------------------------------ | ---------------------- | -------- | ------ |
| 2005 | Slow Jamz (Twistával & Jamie Foxx-szal)    | Legtöbbet előadott dal | Elnyerte | [ 24 ] |
| 2005 | You Don't Know My Name (dalszerzőként)     | Legtöbbet előadott dal | Elnyerte | [ 24 ] |
| 2008 | Stronger                                   | Legtöbbet előadott dal | Elnyerte | [ 25 ] |
| 2009 | Good Life (T-Pain közreműködésével)        | Legtöbbet előadott dal | Elnyerte | [ 26 ] |
| 2010 | Heartless                                  | Legtöbbet előadott dal | Elnyerte | [ 27 ] |
| 2010 | Knock You Down (Keri Hilsonnal & Ne-Yoval) | Legtöbbet előadott dal | Elnyerte | [ 27 ] |
| 2010 | Run This Town (Jay-Z-vel & Rihannával)     | Legtöbbet előadott dal | Elnyerte | [ 27 ] |
| 2012 | E.T. (Katy Perryvel)                       | Legtöbbet előadott dal | Elnyerte | [ 28 ] |

### ASCAP Rhythm & Soul Music Awards
| Év   | Jelölt / munka                                                                | Kategória                       | Eredmény | For.   |
| ---- | ----------------------------------------------------------------------------- | ------------------------------- | -------- | ------ |
| 2002 | Izzo (H.O.V.A.) (dalszerzőként)                                               | Díjazott rapdalok               | Elnyerte | [ 29 ] |
| 2005 | All Falls Down (Syleena Johnson közreműködésével)                             | Díjazott rapdalok               | Elnyerte | [ 30 ] |
| 2005 | All Falls Down (Syleena Johnson közreműködésével)                             | Díjazott R&B/Hiphopdalok        | Elnyerte | [ 30 ] |
| 2005 | Jesus Walks                                                                   | Díjazott rapdalok               | Elnyerte | [ 30 ] |
| 2005 | Jesus Walks                                                                   | Díjazott R&B/Hiphopdalok        | Elnyerte | [ 30 ] |
| 2005 | Slow Jamz (Twistával & Jamie Foxx-szal)                                       | Díjazott rapdalok               | Elnyerte | [ 30 ] |
| 2005 | Slow Jamz (Twistával & Jamie Foxx-szal)                                       | Díjazott R&B/Hiphopdalok        | Elnyerte | [ 30 ] |
| 2005 | You Don't Know My Name (dalszerzőként)                                        | Díjazott R&B/Hiphopdalok        | Elnyerte | [ 30 ] |
| 2005 | Stand Up (dalszerzőként)                                                      | Díjazott rapdalok               | Elnyerte | [ 30 ] |
| 2009 | Good Life (T-Pain közreműködésével)                                           | Díjazott rapdalok               | Elnyerte | [ 31 ] |
| 2009 | Good Life (T-Pain közreműködésével)                                           | Díjazott R&B/Hiphopdalok        | Elnyerte | [ 31 ] |
| 2009 | Put On (Young Jeezyvel)                                                       | Díjazott R&B/Hiphopdalok        | Elnyerte | [ 31 ] |
| 2009 | Put On (Young Jeezyvel)                                                       | Díjazott rapdalok               | Elnyerte | [ 31 ] |
| 2010 | Forever (Drake-kel, Lil Wayne-nel és Eminemmel)                               | Díjazott rapdalok               | Elnyerte | [ 32 ] |
| 2010 | Run This Town (Jay-Z-vel & Rihannával)                                        | Díjazott rapdalok               | Elnyerte | [ 32 ] |
| 2010 | Heartless                                                                     | Díjazott rapdalok               | Elnyerte | [ 32 ] |
| 2010 | Heartless                                                                     | Díjazott R&B/Hiphopdalok        | Elnyerte | [ 32 ] |
| 2010 | Knock You Down (Keri Hilsonnal & Ne-Yoval)                                    | Díjazott R&B/Hiphopdalok        | Elnyerte | [ 32 ] |
| 2011 | Forever (Drake-kel, Lil Wayne-nel és Eminemmel)                               | Díjazott rapdalok               | Elnyerte | [ 33 ] |
| 2012 | Niggas in Paris (Jay-Z-vel)                                                   | Díjazott R&B/Hiphopdalok        | Elnyerte | [ 34 ] |
| 2012 | Otis (Jay-Z-vel)                                                              | Díjazott R&B/Hiphopdalok        | Elnyerte | [ 34 ] |
| 2012 | Marvin & Chardonnay (Big Seannal és Roscoe Dash-sel)                          | Díjazott R&B/Hiphopdalok        | Elnyerte | [ 34 ] |
| 2012 | All of the Lights (Rihanna közreműködésével)                                  | Díjazott R&B/Hiphopdalok        | Elnyerte | [ 34 ] |
| 2012 | All of the Lights (Rihanna közreműködésével)                                  | Díjazott rapdalok               | Elnyerte | [ 34 ] |
| 2013 | Niggas in Paris (Jay-Z-vel)                                                   | Díjazott rapdalok               | Elnyerte | [ 35 ] |
| 2013 | Niggas in Paris (Jay-Z-vel)                                                   | Díjazott R&B/Hiphopdalok        | Elnyerte | [ 35 ] |
| 2013 | Mercy (Big Sean, Pusha T és 2 Chainz közreműködésével)                        | Díjazott R&B/Hiphopdalok        | Elnyerte | [ 35 ] |
| 2013 | Mercy (Big Sean, Pusha T és 2 Chainz közreműködésével)                        | Díjazott rapdalok               | Elnyerte | [ 35 ] |
| 2014 | Clique (Big Sean és Jay-Z közreműködésével)                                   | Díjazott R&B/Hiphopdalok        | Elnyerte | [ 36 ] |
| 2016 | All Day (Allan Kingdom, Theophilus London és Paul McCartney közreműködésével) | Díjazott R&B/Hiphop és rapdalok | Elnyerte | [ 37 ] |
| 2017 | Father Stretch My Hands Pt.1                                                  | Díjazott R&B/Hiphopdalok        | Elnyerte | [ 38 ] |
| 2017 | Father Stretch My Hands Pt.1                                                  | Díjazott rapdalok               | Elnyerte | [ 38 ] |
| 2021 | Follow God                                                                    | Legjobb gospel dal              | Elnyerte | [ 39 ] |
| 2021 | Closed on Sunday                                                              | Győztes gospel dal              | Elnyerte | [ 39 ] |
| 2021 | Everything We Need                                                            | Győztes gospel dal              | Elnyerte | [ 39 ] |
| 2021 | Selah                                                                         | Győztes gospel dal              | Elnyerte | [ 39 ] |

## BEFFTA Awards
| Év   | Jelölt / munka | Kategória                 | Eredmény | For.   |
| ---- | -------------- | ------------------------- | -------- | ------ |
| 2014 | Kanye West     | Legjobb nemzetközi előadó | Jelölve  | [ 40 ] |
| 2016 | Kanye West     | Legjobb nemzetközi előadó | Jelölve  | [ 41 ] |

## Best Art Vinyl Awards
| Év   | Jelölt / munka    | Kategória           | Eredmény | For.   |
| ---- | ----------------- | ------------------- | -------- | ------ |
| 2005 | Late Registration | Legjobb lemezborító | Jelölve  | [ 42 ] |
| 2011 | Watch The Throne  | Legjobb lemezborító | Jelölve  | [ 43 ] |

## BET Awards

### BET Awards
| Év   | Jelölt / munka                                              | Kategória                      | Eredmény | For.   |
| ---- | ----------------------------------------------------------- | ------------------------------ | -------- | ------ |
| 2004 | All Falls Down (Syleena Johnson közreműködésével)           | Nézők választása               | Jelölve  | [ 44 ] |
| 2004 | Slow Jamz (Twistával & Jamie Foxx-szal)                     | Legjobb közreműködés           | Jelölve  | [ 44 ] |
| 2004 | Kanye West                                                  | Legjobb új előadó              | Elnyerte | [ 44 ] |
| 2004 | Kanye West                                                  | Legjobb férfi hiphopelőadó     | Jelölve  | [ 44 ] |
| 2005 | Kanye West                                                  | Legjobb férfi hiphopelőadó     | Elnyerte | [ 45 ] |
| 2005 | Kanye West                                                  | Legjobb gospel előadó          | Jelölve  | [ 45 ] |
| 2005 | Jesus Walks                                                 | Az év videója                  | Elnyerte | [ 45 ] |
| 2006 | Gold Digger (Jamie Foxx közreműködésével)                   | Az év videója                  | Elnyerte | [ 46 ] |
| 2006 | Gold Digger (Jamie Foxx közreműködésével)                   | Legjobb közreműködés           | Elnyerte | [ 46 ] |
| 2006 | Kanye West                                                  | Legjobb férfi hiphopelőadó     | Jelölve  | [ 46 ] |
| 2008 | Kanye West                                                  | Legjobb férfi hiphopelőadó     | Elnyerte | [ 47 ] |
| 2008 | Good Life (T-Pain közreműködésével)                         | Legjobb közreműködés           | Elnyerte | [ 47 ] |
| 2008 | Good Life (T-Pain közreműködésével)                         | Az év videója                  | Jelölve  | [ 47 ] |
| 2009 | Heartless                                                   | Az év videója                  | Jelölve  | [ 48 ] |
| 2009 | Love Lockdown                                               | Nézők választása               | Jelölve  | [ 48 ] |
| 2009 | Kanye West                                                  | Legjobb férfi hiphopelőadó     | Jelölve  | [ 48 ] |
| 2010 | Forever (Drake-kel, Lil Wayne-nel és Eminemmel)             | Legjobb közreműködés           | Jelölve  | [ 49 ] |
| 2011 | All of the Lights (Rihanna közreműködésével)                | Legjobb közreműködés           | Jelölve  | [ 50 ] |
| 2011 | Runaway                                                     | Az év videója                  | Jelölve  | [ 50 ] |
| 2011 | Kanye West                                                  | Az év férfi hiphopelőadója     | Elnyerte | [ 50 ] |
| 2011 | Kanye West                                                  | Az év rendezője                | Jelölve  | [ 50 ] |
| 2012 | Kanye West                                                  | Az év rendezője                | Jelölve  | [ 51 ] |
| 2012 | Otis (Jay-Z-vel)                                            | Legjobb közreműködés           | Jelölve  | [ 51 ] |
| 2012 | Otis (Jay-Z-vel)                                            | Nézők választása               | Jelölve  | [ 51 ] |
| 2012 | Otis (Jay-Z-vel)                                            | Az év videója                  | Elnyerte | [ 51 ] |
| 2012 | Niggas in Paris (Jay-Z-vel)                                 | Az év videója                  | Jelölve  | [ 51 ] |
| 2012 | Marvin & Chardonnay (Big Seannal és Roscoe Dash-sel)        | Legjobb közreműködés           | Jelölve  | [ 51 ] |
| 2012 | The Throne (Jay-Z-vel)                                      | Legjobb csoport                | Elnyerte | [ 51 ] |
| 2013 | The Throne (Jay-Z-vel)                                      | Legjobb csoport                | Jelölve  | [ 52 ] |
| 2013 | Mercy (Big Sean, Pusha T és 2 Chainz közreműködésével)      | Az év videója                  | Jelölve  | [ 52 ] |
| 2013 | Mercy (Big Sean, Pusha T és 2 Chainz közreműködésével)      | Legjobb közreműködés           | Jelölve  | [ 52 ] |
| 2016 | One Man Can Change the World (Big Seannal & John Legenddel) | Legjobb közreműködés           | Jelölve  | [ 53 ] |
| 2016 | Kanye West                                                  | Legjobb férfi hiphopelőadó     | Jelölve  | [ 53 ] |
| 2020 | Follow God                                                  | Legjobb gospel/inspirációs díj | Jelölve  | [ 54 ] |

### BET Hip Hop Awards
| Év   | Jelölt / munka                                              | Kategória                              | Eredmény | For.   |
| ---- | ----------------------------------------------------------- | -------------------------------------- | -------- | ------ |
| 2006 | Late Registration                                           | Az év hiphop CD-je                     | Jelölve  | [ 55 ] |
| 2006 | Kanye West                                                  | Az év producere                        | Jelölve  | [ 55 ] |
| 2006 | Kanye West                                                  | Legjobb koncertelőadó                  | Jelölve  | [ 55 ] |
| 2007 | Kanye West                                                  | Legjobb koncertelőadó                  | Elnyerte | [ 56 ] |
| 2007 | Kanye West                                                  | Az év dalszerzője                      | Jelölve  | [ 56 ] |
| 2007 | Kanye West                                                  | Az év producere                        | Jelölve  | [ 56 ] |
| 2007 | Stronger                                                    | Legjobb hiphopvideó                    | Elnyerte | [ 56 ] |
| 2008 | Good Life (T-Pain közreműködésével)                         | Legjobb hiphopvideó                    | Elnyerte | [ 57 ] |
| 2008 | Good Life (T-Pain közreműködésével)                         | Az év dala                             | Jelölve  | [ 57 ] |
| 2008 | Good Life (T-Pain közreműködésével)                         | Legjobb hiphop közreműködés            | Jelölve  | [ 57 ] |
| 2008 | Kanye West                                                  | Legjobb dalszerző                      | Jelölve  | [ 57 ] |
| 2008 | Kanye West                                                  | Az év MVP-je                           | Jelölve  | [ 57 ] |
| 2008 | Kanye West                                                  | Legjobb koncertelőadó                  | Elnyerte | [ 57 ] |
| 2008 | Graduation                                                  | Az év CD-je                            | Jelölve  | [ 57 ] |
| 2008 | Put On (Young Jeezyvel)                                     | Az emberek bajnoka                     | Jelölve  | [ 57 ] |
| 2009 | Put On (Young Jeezyvel)                                     | Legjobb hiphop közreműködés            | Jelölve  | [ 58 ] |
| 2009 | 808s & Heartbreak                                           | Az év CD-je                            | Jelölve  | [ 58 ] |
| 2009 | Amazing (Young Jeezyvel)                                    | Az emberek bajnoka díj                 | Jelölve  | [ 58 ] |
| 2009 | Kanye West                                                  | Legjobb koncertelőadó                  | Jelölve  | [ 58 ] |
| 2009 | Kanye West                                                  | Az év dalszerzője                      | Jelölve  | [ 58 ] |
| 2009 | Kanye West                                                  | Az év producere                        | Elnyerte | [ 58 ] |
| 2009 | Kanye West                                                  | Az év MVP-je                           | Jelölve  | [ 58 ] |
| 2009 | Kanye West                                                  | Hustler of the Year-díj                | Jelölve  | [ 58 ] |
| 2009 | Kanye West                                                  | Legjobb hiphopstílus                   | Elnyerte | [ 58 ] |
| 2010 | Kanye West                                                  | Legjobb hiphopstílus                   | Jelölve  | [ 59 ] |
| 2010 | Kanye West                                                  | Legjobb koncertelőadó                  | Jelölve  | [ 59 ] |
| 2010 | Forever (Drake-kel, Lil Wayne-nel és Eminemmel)             | Tökéletes kombináció                   | Jelölve  | [ 59 ] |
| 2011 | All of the Lights (Rihanna közreműködésével)                | Legjobb hiphopvideó                    | Jelölve  | [ 60 ] |
| 2011 | All of the Lights (Rihanna közreműködésével)                | Nézők választása                       | Jelölve  | [ 60 ] |
| 2011 | My Beautiful Dark Twisted Fantasy                           | Az év CD-je                            | Elnyerte | [ 60 ] |
| 2011 | Kanye West                                                  | Legjobb koncertelőadó                  | Jelölve  | [ 60 ] |
| 2011 | Kanye West                                                  | Hustler of the Year-díj                | Jelölve  | [ 60 ] |
| 2011 | Kanye West                                                  | Legjobb hiphopstílus                   | Jelölve  | [ 60 ] |
| 2011 | Kanye West                                                  | Az év dalszerzője                      | Jelölve  | [ 60 ] |
| 2011 | Kanye West                                                  | Az év rendezője                        | Jelölve  | [ 60 ] |
| 2011 | Kanye West                                                  | Az év MVP-je                           | Jelölve  | [ 60 ] |
| 2011 | Kanye West                                                  | Az év producere                        | Jelölve  | [ 60 ] |
| 2012 | Kanye West                                                  | Az év producere                        | Elnyerte | [ 61 ] |
| 2012 | Kanye West                                                  | Az év dalszerzője                      | Jelölve  | [ 61 ] |
| 2012 | Kanye West                                                  | Az év MVP-je                           | Jelölve  | [ 61 ] |
| 2012 | Kanye West                                                  | Legjobb koncertelőadó                  | Jelölve  | [ 61 ] |
| 2012 | Kanye West                                                  | Hustler of the Year-díj                | Jelölve  | [ 61 ] |
| 2012 | Kanye West                                                  | Legjobb hiphopstílus                   | Elnyerte | [ 61 ] |
| 2012 | Kanye West                                                  | Az év rendezője                        | Jelölve  | [ 61 ] |
| 2012 | Mercy (Big Sean, Pusha T és 2 Chainz közreműködésével)      | Legjobb klubsláger                     | Jelölve  | [ 61 ] |
| 2012 | Mercy (Big Sean, Pusha T és 2 Chainz közreműködésével)      | Reese's tökéletes kombináció díj       | Elnyerte | [ 61 ] |
| 2012 | Mercy (Big Sean, Pusha T és 2 Chainz közreműködésével)      | Legjobb hiphopvideó                    | Jelölve  | [ 61 ] |
| 2012 | Mercy (Big Sean, Pusha T és 2 Chainz közreműködésével)      | Az emberek bajnoka díj                 | Jelölve  | [ 61 ] |
| 2012 | Otis (Jay-Z-vel)                                            | Az emberek bajnoka díj                 | Jelölve  | [ 61 ] |
| 2012 | Watch The Throne                                            | Az év CD-je                            | Elnyerte | [ 61 ] |
| 2012 | Niggas in Paris (Jay-Z-vel)                                 | Az év dala                             | Elnyerte | [ 61 ] |
| 2012 | Niggas in Paris (Jay-Z-vel)                                 | Legjobb klubsláger                     | Elnyerte | [ 61 ] |
| 2012 | The Throne (Jay-Z-vel)                                      | Legjobb koncertelőadó                  | Elnyerte | [ 61 ] |
| 2012 | Murder to Excellence (Jay-Z-vel)                            | Befolyásos dal                         | Jelölve  | [ 61 ] |
| 2013 | Black Skinhead                                              | Befolyásos dal                         | Jelölve  | [ 62 ] |
| 2013 | Kanye West                                                  | Legjobb hiphopstílus                   | Jelölve  | [ 62 ] |
| 2013 | Kanye West                                                  | Hustler of the Year-díj                | Jelölve  | [ 62 ] |
| 2013 | Kanye West                                                  | Legjobb koncertelőadó                  | Jelölve  | [ 62 ] |
| 2014 | Kanye West                                                  | Legjobb koncertelőadó                  | Elnyerte | [ 63 ] |
| 2014 | Kanye West                                                  | Legjobb hiphopstílus                   | Jelölve  | [ 63 ] |
| 2015 | Kanye West                                                  | Legjobb hiphopstílus                   | Jelölve  | [ 64 ] |
| 2015 | Kanye West                                                  | Az év producere                        | Jelölve  | [ 64 ] |
| 2015 | Kanye West                                                  | Legjobb koncertelőadó                  | Jelölve  | [ 64 ] |
| 2015 | Blessings (Big Seannal és Drake-kel)                        | Legjobb közreműködés, duó vagy csoport | Elnyerte | [ 64 ] |
| 2015 | Blessings (Big Seannal és Drake-kel)                        | Az emberek bajnoka díj                 | Elnyerte | [ 64 ] |
| 2015 | Blessings (Big Seannal és Drake-kel)                        | Legjobb hiphopvideó                    | Jelölve  | [ 64 ] |
| 2015 | I Don't Fuck with You (producerként)                        | Legjobb klubsláger                     | Elnyerte | [ 64 ] |
| 2015 | I Don't Fuck with You (producerként)                        | Az év dala                             | Jelölve  | [ 64 ] |
| 2015 | One Man Can Change the World (Big Seannal & John Legenddel) | Befolyásos dal                         | Jelölve  | [ 64 ] |
| 2016 | Kanye West                                                  | Legjobb koncertelőadó                  | Jelölve  | [ 65 ] |
| 2016 | Kanye West                                                  | Az év dalszerzője                      | Jelölve  | [ 65 ] |
| 2016 | Kanye West                                                  | Az év rendezője                        | Jelölve  | [ 65 ] |
| 2016 | Kanye West                                                  | Az év MVP-je                           | Jelölve  | [ 65 ] |
| 2016 | Kanye West                                                  | Hustler of the Year-díj                | Jelölve  | [ 65 ] |
| 2016 | Kanye West                                                  | Legjobb hiphopstílus                   | Elnyerte | [ 65 ] |
| 2016 | Famous (Rihanna közreműködésével)                           | Legjobb hiphopvideó                    | Jelölve  | [ 65 ] |
| 2016 | The Life of Pablo                                           | Az év albuma                           | Jelölve  | [ 65 ] |

### BET Honors
| Év   | Jelölt / munka | Kategória   | Eredmény | For.   |
| ---- | -------------- | ----------- | -------- | ------ |
| 2015 | Kanye West     | Kreatív díj | Elnyerte | [ 66 ] |

## BillboardAwards

### Billboard.com Mid-Year Music Awards
| Év   | Jelölt / munka                                           | Kategória                                | Eredmény | For.   |
| ---- | -------------------------------------------------------- | ---------------------------------------- | -------- | ------ |
| 2011 | Kanye West – Coachella                                   | Legjobb fesztiválfellépés                | Jelölve  | [ 67 ] |
| 2012 | Kanye West – GOOD Music Album The best album of the year | 2012 második felének legvártabb eseménye | Jelölve  | [ 68 ] |
| 2013 | Kanye West – Governors Ball                              | Legjobb fesztiválfellépés                | Jelölve  | [ 69 ] |
| 2013 | Kanye West új dalai kivetítve épületekre világszerte     | Legkirályabb marketing lépés             | Jelölve  | [ 69 ] |

### BillboardMusic Awards
| Év   | Jelölt / munka                                         | Kategória                          | Eredmény | For.   |
| ---- | ------------------------------------------------------ | ---------------------------------- | -------- | ------ |
| 2004 | The College Dropout                                    | Az év R&B/Hiphopalbuma             | Jelölve  | [ 70 ] |
| 2004 | Kanye West                                             | Az év R&B/Hip-Hop kislemezelőadója | Jelölve  | [ 70 ] |
| 2004 | Kanye West                                             | Az év R&B/Hiphopelőadója           | Jelölve  | [ 70 ] |
| 2004 | Kanye West                                             | Az év Hot 100 dalszerzője          | Jelölve  | [ 70 ] |
| 2004 | Kanye West                                             | Az év R&B/Hiphop producere         | Elnyerte | [ 70 ] |
| 2004 | Kanye West                                             | Az év rapelőadója                  | Elnyerte | [ 70 ] |
| 2004 | Kanye West                                             | Az év új R&B/Hiphop előadója       | Elnyerte | [ 70 ] |
| 2004 | Kanye West                                             | Az év új férfi előadója            | Elnyerte | [ 70 ] |
| 2005 | Kanye West                                             | Előadó Teljesítmény Díj            | Elnyerte | [ 71 ] |
| 2011 | My Beautiful Dark Twisted Fantasy                      | Lagjobb rapalbum                   | Jelölve  | [ 72 ] |
| 2012 | E.T. (Katy Perryvel)                                   | Legjobb digitális dal              | Jelölve  | [ 73 ] |
| 2012 | E.T. (Katy Perryvel)                                   | Legjobb Hot 100 dal                | Jelölve  | [ 73 ] |
| 2012 | E.T. (Katy Perryvel)                                   | Legjobb popdal                     | Jelölve  | [ 73 ] |
| 2012 | Watch The Throne (Jay-Z-vel)                           | Lagjobb rapalbum                   | Jelölve  | [ 73 ] |
| 2013 | Mercy (Big Sean, Pusha T és 2 Chainz közreműködésével) | Legjobb rapdal                     | Jelölve  | [ 74 ] |
| 2017 | Kanye West                                             | Legjobb rap turné                  | Jelölve  | [ 75 ] |
| 2020 | Kanye West                                             | Legjobb gospel előadó              | Elnyerte | [ 76 ] |
| 2020 | Kanye West                                             | Legjobb keresztény előadó          | Jelölve  | [ 76 ] |
| 2020 | Jesus Is King                                          | Legjobb gospel album               | Elnyerte | [ 76 ] |
| 2020 | Jesus Is King                                          | Legjobb keresztény album           | Elnyerte | [ 76 ] |
| 2020 | Follow God                                             | Legjobb keresztény dal             | Jelölve  | [ 76 ] |
| 2020 | Follow God                                             | Legjobb gospel dal                 | Elnyerte | [ 76 ] |
| 2020 | Selah                                                  | Legjobb gospel dal                 | Jelölve  | [ 76 ] |
| 2020 | On God                                                 | Legjobb gospel dal                 | Jelölve  | [ 76 ] |
| 2020 | Closed on Sunday                                       | Legjobb gospel dal                 | Jelölve  | [ 76 ] |
| 2021 | Kanye West                                             | Legjobb gospel előadó              | Elnyerte | [ 77 ] |
| 2021 | Wash Us in the Blood (Travis Scott közreműködésével)   | Legjobb gospel dal                 | Elnyerte | [ 77 ] |

### BillboardR&B/Hip-Hop Awards
| Év   | Jelölt / munka                            | Kategória                      | Eredmény | For.   |
| ---- | ----------------------------------------- | ------------------------------ | -------- | ------ |
| 2004 | Kanye West                                | Legjobb dalszerző              | Jelölve  | [ 78 ] |
| 2004 | Kanye West                                | Legjobb új R&B/Hiphopelőadó    | Jelölve  | [ 78 ] |
| 2004 | Kanye West                                | Legjobb producer               | Jelölve  | [ 78 ] |
| 2005 | Kanye West                                | Legjobb producer               | Jelölve  | [ 79 ] |
| 2006 | Kanye West                                | Legjobb R&B/Hiphopelőadó       | Jelölve  | [ 80 ] |
| 2006 | Kanye West                                | Legjobb férfi R&B/Hiphopelőadó | Jelölve  | [ 80 ] |
| 2006 | Kanye West                                | Legjobb R&B/Hiphopalbum előadó | Jelölve  | [ 80 ] |
| 2006 | Late Registration                         | Legjobb R&B/Hiphopalbum        | Jelölve  | [ 80 ] |
| 2006 | Late Registration                         | Legjobb rapalbum               | Elnyerte | [ 80 ] |
| 2006 | Gold Digger (Jamie Foxx közreműködésével) | Legjobb R&B/Hiphopdal          | Jelölve  | [ 80 ] |
| 2006 | Gold Digger (Jamie Foxx közreműködésével) | Legjobb rapdal                 | Elnyerte | [ 80 ] |

### BillboardR&B/Hip-Hop Power Players Event
| Év   | Jelölt / munka | Kategória                              | Eredmény | For.   |
| ---- | -------------- | -------------------------------------- | -------- | ------ |
| 2017 | Kanye West     | Kiadók (Vezérigazgató, G.O.O.D. Music) | Elnyerte | [ 81 ] |
| 2018 | Kanye West     | Kiadók (Vezérigazgató, G.O.O.D. Music) | Elnyerte | [ 82 ] |

## Black Reel Awards
| Év   | Jelölt / munka                                      | Kategória                         | Eredmény | For.   |
| ---- | --------------------------------------------------- | --------------------------------- | -------- | ------ |
| 2011 | Run This Town (Jay-Z-vel és Rihannával)             | Legjobb eredeti vagy adaptált dal | Jelölve  | [ 83 ] |
| 2013 | No Church in the Wild (Jay-Z-vel és Frank Oceannel) | Legjobb eredeti vagy adaptált dal | Jelölve  | [ 84 ] |

## BMI Awards

### BMI Gospel Awards
| Év   | Jelölt / munka | Kategória         | Eredmény | For.   |
| ---- | -------------- | ----------------- | -------- | ------ |
| 2021 | Kanye West     | Az év dalszerzője | Elnyerte | [ 85 ] |
| 2021 | Hands On       | Díjazott dalok    | Elnyerte | [ 85 ] |
| 2021 | On God         | Díjazott dalok    | Elnyerte | [ 85 ] |
| 2021 | Selah          | Díjazott dalok    | Elnyerte | [ 85 ] |

### BMI London Awards
| Év   | Jelölt / munka                          | Kategória   | Eredmény | For.   |
| ---- | --------------------------------------- | ----------- | -------- | ------ |
| 2006 | Diamonds From Sierra Leone              | Popdíjak    | Elnyerte | [ 86 ] |
| 2008 | Stronger                                | Popdíjak    | Elnyerte | [ 87 ] |
| 2008 | Stronger                                | Urban-díjak | Elnyerte | [ 87 ] |
| 2009 | American Boy (Estelle-lel)              | Popdíjak    | Elnyerte | [ 88 ] |
| 2010 | Run This Town (Jay-Z-vel és Rihannával) | Popdíjak    | Elnyerte | [ 89 ] |
| 2017 | That Part (Schoolboy Q-val)             | Popdíjak    | Elnyerte | [ 90 ] |

### BMI Pop Awards
| Év   | Jelölt / munka                             | Kategória      | Eredmény | For.   |
| ---- | ------------------------------------------ | -------------- | -------- | ------ |
| 2006 | Overnight Celebrity (Twistával)            | Díjazott dalok | Elnyerte | [ 91 ] |
| 2007 | Gold Digger (Jamie Foxx közreműködésével)  | Díjazott dalok | Elnyerte | [ 92 ] |
| 2008 | Stronger                                   | Díjazott dalok | Elnyerte | [ 93 ] |
| 2010 | American Boy (Estelle-lel)                 | Díjazott dalok | Elnyerte | [ 94 ] |
| 2010 | Heartless                                  | Díjazott dalok | Elnyerte | [ 94 ] |
| 2010 | Knock You Down (Keri Hilsonnal & Ne-Yoval) | Díjazott dalok | Elnyerte | [ 94 ] |

### BMI R&B/Hip-Hop Awards
| Év   | Jelölt / munka                                         | Kategória                | Eredmény | For.    |
| ---- | ------------------------------------------------------ | ------------------------ | -------- | ------- |
| 2004 | Kanye West                                             | Legjobb urban producerek | Elnyerte | [ 95 ]  |
| 2005 | Kanye West                                             | Az év producere          | Elnyerte | [ 96 ]  |
| 2005 | Jesus Walks                                            | Díjazott dalok           | Elnyerte | [ 96 ]  |
| 2005 | Overnight Celebrity (Twistával)                        | Díjazott dalok           | Elnyerte | [ 96 ]  |
| 2005 | Through The Wire                                       | Díjazott dalok           | Elnyerte | [ 96 ]  |
| 2005 | You Don't Know My Name (dalszerzőként)                 | Díjazott dalok           | Elnyerte | [ 96 ]  |
| 2006 | Gold Digger (Jamie Foxx közreműködésével)              | Díjazott dalok           | Elnyerte | [ 97 ]  |
| 2006 | Kanye West                                             | Az év producere          | Elnyerte | [ 97 ]  |
| 2007 | Unbreakable (dalszerzőként)                            | Díjazott dalok           | Elnyerte | [ 98 ]  |
| 2008 | Good Life (T-Pain közreműködésével)                    | Díjazott dalok           | Elnyerte | [ 99 ]  |
| 2008 | Stronger                                               | Díjazott dalok           | Elnyerte | [ 99 ]  |
| 2008 | Kanye West                                             | Az év producere          | Elnyerte | [ 99 ]  |
| 2009 | Kanye West                                             | Az év producere          | Elnyerte | [ 100 ] |
| 2009 | Flashing Lights                                        | Díjazott dalok           | Elnyerte | [ 100 ] |
| 2009 | Put On (Young Jeezyvel)                                | Díjazott dalok           | Elnyerte | [ 100 ] |
| 2010 | Kanye West                                             | Legjobb urban producerek | Elnyerte | [ 101 ] |
| 2010 | Forever (Drake-kel, Lil Wayne-nel és Eminemmel)        | Díjazott dalok           | Elnyerte | [ 101 ] |
| 2010 | Heartless                                              | Díjazott dalok           | Elnyerte | [ 101 ] |
| 2010 | Knock You Down (Keri Hilsonnal & Ne-Yoval)             | Díjazott dalok           | Elnyerte | [ 101 ] |
| 2010 | Run This Town (Jay-Z-vel és Rihannával)                | Díjazott dalok           | Elnyerte | [ 101 ] |
| 2011 | Find Your Love (dalszerzőként)                         | Díjazott dalok           | Elnyerte | [ 102 ] |
| 2011 | Kanye West                                             | Legjobb urban producerek | Elnyerte | [ 102 ] |
| 2012 | Kanye West                                             | Legjobb urban producerek | Elnyerte | [ 103 ] |
| 2012 | All of the Lights (Rihanna közreműködésével)           | Díjazott dalok           | Elnyerte | [ 103 ] |
| 2012 | Niggas In Paris (Jay-Z-vel)                            | Díjazott dalok           | Elnyerte | [ 103 ] |
| 2012 | Work Out (dalszerzőként)                               | Díjazott dalok           | Elnyerte | [ 103 ] |
| 2013 | Marvin & Chardonnay (Big Seannal és Roscoe Dash-sel)   | Díjazott dalok           | Elnyerte | [ 104 ] |
| 2013 | Mercy (Big Sean, Pusha T és 2 Chainz közreműködésével) | Díjazott dalok           | Elnyerte | [ 104 ] |
| 2013 | Party (dalszerzőként)                                  | Díjazott dalok           | Elnyerte | [ 104 ] |
| 2014 | Clique (Big Sean és Jay-Z közreműködésével)            | Díjazott dalok           | Elnyerte | [ 105 ] |
| 2015 | I Don't Fuck with You (dalszerzőként)                  | Díjazott dalok           | Elnyerte | [ 106 ] |
| 2016 | Bitch Better Have My Money (dalszerzőként)             | Díjazott dalok           | Elnyerte | [ 107 ] |
| 2016 | FourFiveSeconds (Rihannával és Paul McCartneyval)      | Díjazott dalok           | Elnyerte | [ 107 ] |
| 2017 | Father Stretch My Hands Pt.1                           | Díjazott dalok           | Elnyerte | [ 108 ] |
| 2017 | Pop Style (Drake-kel és Jay-Z-vel)                     | Díjazott dalok           | Elnyerte | [ 108 ] |
| 2018 | Bounce Back (dalszerzőként)                            | Díjazott dalok           | Elnyerte | [ 109 ] |

## Brit Awards
| Év   | Jelölt / munka                 | Kategória                         | Eredmény | For.    |
| ---- | ------------------------------ | --------------------------------- | -------- | ------- |
| 2005 | Kanye West                     | Nemzetközi áttörő előadó          | Jelölve  | [ 110 ] |
| 2005 | Kanye West                     | Nemzetközi férfi szólóelőadó      | Jelölve  | [ 110 ] |
| 2006 | Late Registration              | Nemzetközi album                  | Jelölve  | [ 111 ] |
| 2006 | Kanye West                     | Nemzetközi férfi szólóelőadó      | Elnyerte | [ 111 ] |
| 2008 | Kanye West                     | Nemzetközi férfi szólóelőadó      | Elnyerte | [ 112 ] |
| 2009 | Kanye West                     | Nemzetközi férfi szólóelőadó      | Elnyerte | [ 113 ] |
| 2009 | American Boy (Estelle-lel)     | Az év kislemeze                   | Jelölve  | [ 113 ] |
| 2010 | Gold Digger (2006 Brit Awards) | Legjobb fellépés a Brit Awards-on | Jelölve  | [ 114 ] |
| 2011 | Kanye West                     | Nemzetközi férfi szólóelőadó      | Jelölve  | [ 115 ] |
| 2012 | Kanye West és Jay-Z            | Nemzetközi csoport                | Jelölve  | [ 116 ] |

## Clio Awards
| Év   | Jelölt / munka                             | Kategória                          | Eredmény | For.    |
| ---- | ------------------------------------------ | ---------------------------------- | -------- | ------- |
| 2015 | Kanye West x adidas Livestream             | Kifutó prezentáció                 | Jelölve  | [ 117 ] |
| 2016 | adidas + Kanye West                        | Együttműködés                      | Elnyerte | [ 118 ] |
| 2016 | Heartless (A lány a vonaton)               | Előzetesek (Mozi/Televízió/Gaming) | Elnyerte | [ 119 ] |
| 2017 | The Life of Pablo Album Experience         | Innováció                          | Elnyerte | [ 120 ] |
| 2017 | The Life of Pablo Album Experience         | Integrált kampány                  | Elnyerte | [ 121 ] |
| 2017 | YEEZY Season 3 & Premiere of Life of Pablo | Divat: Események/Élmények          | Elnyerte | [ 122 ] |

## Danish Music Awards
| Év   | Jelölt / munka    | Kategória               | Eredmény | For.    |
| ---- | ----------------- | ----------------------- | -------- | ------- |
| 2006 | Late Registration | Az év nemzetközi albuma | Jelölve  | [ 123 ] |
| 2012 | Watch The Throne  | Az év nemzetközi albuma | Jelölve  | [ 124 ] |
| 2013 | Yeezus            | Az év nemzetközi albuma | Jelölve  | [ 125 ] |

## Designs of the Year Awards
| Év   | Jelölt / munka                        | Kategória | Eredmény | For.    |
| ---- | ------------------------------------- | --------- | -------- | ------- |
| 2017 | The Life of Pablo ruházatok és boltok | Divat     | Jelölve  | [ 126 ] |

## Dieline Awards
| Év   | Jelölt / munka   | Kategória               | Eredmény | For.    |
| ---- | ---------------- | ----------------------- | -------- | ------- |
| 2012 | Watch the Throne | Dieline albumdizájn díj | Elnyerte | [ 127 ] |

## Dove Awards
| Év   | Jelölt / munka               | Kategória                       | Eredmény | For.    |
| ---- | ---------------------------- | ------------------------------- | -------- | ------- |
| 2020 | Jesus Is King                | Az év rap/hiphop albuma         | Jelölve  | [ 128 ] |
| 2020 | Jesus Is Born (producerként) | Az év hagyományos gospel albuma | Jelölve  | [ 128 ] |
| 2020 | Follow God                   | Az év felvett rap/hiphop dala   | Elnyerte | [ 128 ] |

## ECHO Awards
| Év   | Jelölt / munka | Kategória                 | Eredmény | For.    |
| ---- | -------------- | ------------------------- | -------- | ------- |
| 2008 | Graduation     | Az év előadója Hiphop/R&B | Jelölve  | [ 129 ] |

## Esky Music Awards
| Év   | Jelölt / munka | Kategória     | Eredmény | For.    |
| ---- | -------------- | ------------- | -------- | ------- |
| 2005 | Kanye West     | Legkreatívabb | Elnyerte | [ 130 ] |
| 2005 | Kanye West     | Legjobb MC    | Elnyerte | [ 130 ] |

## FN Achievement Awards
| Év   | Jelölt / munka         | Kategória    | Eredmény | For.    |
| ---- | ---------------------- | ------------ | -------- | ------- |
| 2015 | Adidas Yeezy Boost 350 | Az év cipője | Elnyerte | [ 131 ] |

## Fonogram – Magyar Zenei Díj
| Év   | Jelölt / munka    | Kategória                             | Eredmény | For.    |
| ---- | ----------------- | ------------------------------------- | -------- | ------- |
| 2006 | Late Registration | Az év külföldi rap- vagy hiphopalbuma | Elnyerte | [ 132 ] |
| 2008 | Graduation        | Az év külföldi rap- vagy hiphopalbuma | Elnyerte | [ 133 ] |
| 2009 | 808s & Heartbreak | Az év külföldi dance- vagy popalbuma  | Jelölve  | [ 134 ] |
| 2014 | Yeezus            | Az év külföldi rap- vagy hiphopalbuma | Jelölve  | [ 135 ] |
| 2019 | Ye                | Az év külföldi rap- vagy hiphopalbuma | Jelölve  | [ 136 ] |

## GlamourAwards
| Év   | Jelölt / munka | Kategória     | Eredmény | For.    |
| ---- | -------------- | ------------- | -------- | ------- |
| 2009 | Kanye West     | Az év férfija | Elnyerte | [ 137 ] |

## Grammy-díj
| Év   | Jelölt / munka                                                                                | Kategória                                               | Eredmény | For.    |
| ---- | --------------------------------------------------------------------------------------------- | ------------------------------------------------------- | -------- | ------- |
| 2005 | Kanye West                                                                                    | Legjobb új előadó                                       | Jelölve  | [ 138 ] |
| 2005 | Jesus Walks                                                                                   | Az év dala                                              | Jelölve  | [ 138 ] |
| 2005 | Jesus Walks                                                                                   | Legjobb rapdal                                          | Elnyerte | [ 138 ] |
| 2005 | The College Dropout                                                                           | Legjobb rapalbum                                        | Elnyerte | [ 138 ] |
| 2005 | The College Dropout                                                                           | Az év albuma                                            | Jelölve  | [ 138 ] |
| 2005 | The Diary of Alicia Keys (producerként)                                                       | Az év albuma                                            | Jelölve  | [ 138 ] |
| 2005 | Through the Wire                                                                              | Legjobb szóló rap teljesítmény                          | Jelölve  | [ 138 ] |
| 2005 | You Don't Know My Name (dalszerzőként)                                                        | Legjobb R&B-dal                                         | Elnyerte | [ 138 ] |
| 2005 | All Falls Down (Syleena Johnson közreműködésével)                                             | Legjobb rap/ének együttműködés                          | Jelölve  | [ 138 ] |
| 2005 | Slow Jamz (Twistával és Jamie Foxx-szal)                                                      | Legjobb rap/ének együttműködés                          | Jelölve  | [ 138 ] |
| 2006 | They Say (Commonnal és John Legenddel)                                                        | Legjobb rap/ének együttműködés                          | Jelölve  | [ 138 ] |
| 2006 | Unbreakable (dalszerzőként)                                                                   | Legjobb R&B-dal                                         | Jelölve  | [ 138 ] |
| 2006 | Diamonds from Sierra Leone                                                                    | Legjobb rapdal                                          | Elnyerte | [ 138 ] |
| 2006 | Gold Digger (Jamie Foxx közreműködésével)                                                     | Az év felvétele                                         | Jelölve  | [ 138 ] |
| 2006 | Gold Digger (Jamie Foxx közreműködésével)                                                     | Legjobb szóló rap teljesítmény                          | Elnyerte | [ 138 ] |
| 2006 | Late Registration                                                                             | Legjobb rapalbum                                        | Elnyerte | [ 138 ] |
| 2006 | Late Registration                                                                             | Az év albuma                                            | Jelölve  | [ 138 ] |
| 2006 | The Emancipation of Mimi (producerként)                                                       | Az év albuma                                            | Jelölve  | [ 138 ] |
| 2008 | Graduation                                                                                    | Az év albuma                                            | Jelölve  | [ 138 ] |
| 2008 | Graduation                                                                                    | Legjobb rapalbum                                        | Elnyerte | [ 138 ] |
| 2008 | Better Than I've Ever Been (Nasszal, Rakimmel és KRS-One-nal)                                 | Legjobb duó vagy csapat által előadott rap teljesítmény | Jelölve  | [ 138 ] |
| 2008 | Southside (Commonnal)                                                                         | Legjobb duó vagy csapat által előadott rap teljesítmény | Elnyerte | [ 138 ] |
| 2008 | Stronger                                                                                      | Legjobb szóló rap teljesítmény                          | Elnyerte | [ 138 ] |
| 2008 | Can't Tell Me Nothing                                                                         | Legjobb rapdal                                          | Jelölve  | [ 138 ] |
| 2008 | Good Life (T-Pain közreműködésével)                                                           | Legjobb rapdal                                          | Elnyerte | [ 138 ] |
| 2008 | Good Life (T-Pain közreműködésével)                                                           | Legjobb rap/ének együttműködés                          | Jelölve  | [ 138 ] |
| 2009 | American Boy (Estelle-lel)                                                                    | Legjobb rap/ének együttműködés                          | Elnyerte | [ 138 ] |
| 2009 | American Boy (Estelle-lel)                                                                    | Az év dala                                              | Jelölve  | [ 138 ] |
| 2009 | Tha Carter III (producerként)                                                                 | Az év albuma                                            | Jelölve  | [ 138 ] |
| 2009 | Swagga like Us (T.I.-jal, Jay-Z-vel és Lil Wayne-nel)                                         | Legjobb rapdal                                          | Jelölve  | [ 138 ] |
| 2009 | Swagga like Us (T.I.-jal, Jay-Z-vel és Lil Wayne-nel)                                         | Legjobb duó vagy csapat által előadott rap teljesítmény | Elnyerte | [ 138 ] |
| 2009 | Put On (Young Jeezyvel)                                                                       | Legjobb duó vagy csapat által előadott rap teljesítmény | Jelölve  | [ 138 ] |
| 2010 | Amazing (Young Jeezy közreműködésével)                                                        | Legjobb duó vagy csapat által előadott rap teljesítmény | Jelölve  | [ 138 ] |
| 2010 | Make Her Say (Kid Cudival és Commonnal)                                                       | Legjobb duó vagy csapat által előadott rap teljesítmény | Jelölve  | [ 138 ] |
| 2010 | Ego (Beyoncéval)                                                                              | Legjobb rap/ének együttműködés                          | Jelölve  | [ 138 ] |
| 2010 | Knock You Down (Keri Hilsonnal & Ne-Yoval)                                                    | Legjobb rap/ének együttműködés                          | Jelölve  | [ 138 ] |
| 2010 | Run This Town (Jay-Z-vel & Rihannával)                                                        | Legjobb rap/ének együttműködés                          | Elnyerte | [ 138 ] |
| 2010 | Run This Town (Jay-Z-vel & Rihannával)                                                        | Legjobb rapdal                                          | Elnyerte | [ 138 ] |
| 2011 | Power                                                                                         | Legjobb szóló rap teljesítmény                          | Jelölve  | [ 138 ] |
| 2012 | Watch the Throne (Jay-Z-vel)                                                                  | Legjobb rapalbum                                        | Jelölve  | [ 138 ] |
| 2012 | My Beautiful Dark Twisted Fantasy                                                             | Legjobb rapalbum                                        | Elnyerte | [ 138 ] |
| 2012 | All of the Lights (Rihanna, Kid Cudi és Fergie közreműködésével)                              | Az év dala                                              | Jelölve  | [ 138 ] |
| 2012 | All of the Lights (Rihanna, Kid Cudi és Fergie közreműködésével)                              | Legjobb rap/ének együttműködés                          | Elnyerte | [ 138 ] |
| 2012 | All of the Lights (Rihanna, Kid Cudi és Fergie közreműködésével)                              | Legjobb rapdal                                          | Elnyerte | [ 138 ] |
| 2012 | Otis (Jay-Z-vel)                                                                              | Legjobb rapdal                                          | Jelölve  | [ 138 ] |
| 2012 | Otis (Jay-Z-vel)                                                                              | Legjobb rapteljesítmény                                 | Elnyerte | [ 138 ] |
| 2013 | Niggas in Paris (Jay-Z-vel)                                                                   | Legjobb rapteljesítmény                                 | Elnyerte | [ 138 ] |
| 2013 | Niggas in Paris (Jay-Z-vel)                                                                   | Legjobb rapdal                                          | Elnyerte | [ 138 ] |
| 2013 | Mercy (Big Sean, Pusha T és 2 Chainz közreműködésével)                                        | Legjobb rapdal                                          | Jelölve  | [ 138 ] |
| 2013 | Mercy (Big Sean, Pusha T és 2 Chainz közreműködésével)                                        | Legjobb rapteljesítmény                                 | Jelölve  | [ 138 ] |
| 2013 | No Church in the Wild (Jay-Z-vel, Frank Oceannel és The-Dreammel)                             | Legjobb rap/ének együttműködés                          | Elnyerte | [ 138 ] |
| 2013 | No Church in the Wild (Jay-Z-vel, Frank Oceannel és The-Dreammel)                             | Legjobb rövid videóklip                                 | Jelölve  | [ 138 ] |
| 2014 | New Slaves                                                                                    | Legjobb rapdal                                          | Jelölve  | [ 138 ] |
| 2014 | Yeezus                                                                                        | Legjobb rapalbum                                        | Jelölve  | [ 138 ] |
| 2015 | Bound 2 (Charlie Wilson közreműködésével)                                                     | Legjobb rap/ének együttműködés                          | Jelölve  | [ 138 ] |
| 2015 | Bound 2 (Charlie Wilson közreműködésével)                                                     | Legjobb rapdal                                          | Jelölve  | [ 138 ] |
| 2016 | All Day (Theophilus London, Allan Kingdom, és Paul McCartney közreműködésével)                | Legjobb rapdal                                          | Jelölve  | [ 138 ] |
| 2016 | All Day (Theophilus London, Allan Kingdom, és Paul McCartney közreműködésével)                | Legjobb rapteljesítmény                                 | Jelölve  | [ 138 ] |
| 2016 | One Man Can Change the World (Big Seannal és John Legenddel)                                  | Legjobb rap/ének együttműködés                          | Jelölve  | [ 138 ] |
| 2016 | Beauty Behind the Madness (producerként)                                                      | Az év albuma                                            | Jelölve  | [ 138 ] |
| 2017 | Views (producerként)                                                                          | Az év albuma                                            | Jelölve  | [ 138 ] |
| 2017 | That Part (Schoolboy Q-val)                                                                   | Legjobb rapteljesítmény                                 | Jelölve  | [ 138 ] |
| 2017 | Pop Style (Drake-kel és Jay-Z-vel)                                                            | Legjobb rapteljesítmény                                 | Jelölve  | [ 138 ] |
| 2017 | Famous (Rihanna közreműködésével)                                                             | Legjobb rapdal                                          | Jelölve  | [ 138 ] |
| 2017 | Famous (Rihanna közreműködésével)                                                             | Legjobb rap/ének együttműködés                          | Jelölve  | [ 138 ] |
| 2017 | Ultralight Beam (Chance the Rapper, Kirk Franklin, Kelly Price és The-Dream közreműködésével) | Legjobb rap/ének együttműködés                          | Jelölve  | [ 138 ] |
| 2017 | Ultralight Beam (Chance the Rapper, Kirk Franklin, Kelly Price és The-Dream közreműködésével) | Legjobb rapdal                                          | Jelölve  | [ 138 ] |
| 2017 | The Life of Pablo                                                                             | Legjobb rapalbum                                        | Jelölve  | [ 138 ] |
| 2019 | Kanye West                                                                                    | Az év producere, nem-klasszikus                         | Jelölve  | [ 138 ] |
| 2021 | Jesus Is King                                                                                 | Legjobb kortárs keresztény zenei album                  | Elnyerte | [ 138 ] |
| 2022 | Hurricane                                                                                     | Legjobb dallamos rapteljesítmény                        | Elnyerte | [ 138 ] |
| 2022 | Jail                                                                                          | Legjobb rapdal                                          | Elnyerte | [ 138 ] |
| 2022 | Donda                                                                                         | Legjobb rapalbum                                        | Jelölve  | [ 138 ] |
| 2022 | Donda                                                                                         | Az év albuma                                            | Jelölve  | [ 138 ] |
| 2022 | Montero (producerkét)                                                                         | Az év albuma                                            | Jelölve  | [ 138 ] |

## GQ Awards
| Év   | Jelölt / munka | Kategória                | Eredmény | For.    |
| ---- | -------------- | ------------------------ | -------- | ------- |
| 2007 | Kanye West     | Az év nemzetközi férfija | Elnyerte | [ 139 ] |
| 2014 | Kanye West     | Legstílusosabb férfi     | Elnyerte | [ 140 ] |
| 2015 | Kanye West     | Legstílusosabb férfi     | Elnyerte | [ 141 ] |
| 2016 | Kanye West     | Legstílusosabb férfi     | Jelölve  | [ 142 ] |
| 2017 | Kanye West     | Legstílusosabb férfi     | Jelölve  | [ 143 ] |

## HipHopDXAwards
| Év   | Jelölt / munka                                                       | Kategória                         | Eredmény | For.    |
| ---- | -------------------------------------------------------------------- | --------------------------------- | -------- | ------- |
| 2005 | Kanye West                                                           | Az év producere                   | Elnyerte | [ 144 ] |
| 2005 | Late Registration                                                    | Az év albuma                      | Jelölve  | [ 144 ] |
| 2007 | Graduation                                                           | Az év albuma                      | Elnyerte | [ 145 ] |
| 2008 | Flashing Lights                                                      | Az év videója                     | Jelölve  | [ 146 ] |
| 2008 | Kanye West                                                           | Az év producere                   | Jelölve  | [ 146 ] |
| 2008 | Put On (Young Jeezyvel)                                              | Az év közreműködése               | Jelölve  | [ 146 ] |
| 2009 | Forever (Drake-kel, Lil Wayne-nel és Eminemmel)                      | Az év közreműködése               | Elnyerte | [ 147 ] |
| 2009 | Welcome to Heartbreak                                                | Az év albuma                      | Jelölve  | [ 147 ] |
| 2010 | My Beautiful Dark Twisted Fantasy                                    | Az év albuma                      | Elnyerte | [ 148 ] |
| 2010 | My Beautiful Dark Twisted Fantasy                                    | Olvasók választása: Legjobb Album | Elnyerte | [ 148 ] |
| 2010 | Monster (Rick Ross, Jay-Z, Nicki Minaj és Bon Iver közreműködésével) | Az év közreműködése               | Elnyerte | [ 148 ] |
| 2010 | Kanye West                                                           | Az év producere                   | Elnyerte | [ 148 ] |
| 2011 | Watch the Throne Tour                                                | Az év turnéja                     | Elnyerte | [ 149 ] |
| 2011 | Otis (Jay-Z-vel)                                                     | Az év videója                     | Jelölve  | [ 149 ] |
| 2012 | Mercy (Big Sean, Pusha T és 2 Chainz közreműködésével)               | Az év közreműködése               | Elnyerte | [ 150 ] |
| 2013 | Yeezus                                                               | Az év albuma                      | Jelölve  | [ 151 ] |
| 2013 | Numbers on the Boards (co-producer)                                  | Az év alapja                      | Elnyerte | [ 151 ] |
| 2013 | Zane Lowe & Kanye West on BBC Radio1                                 | Az év interjúja                   | Elnyerte | [ 151 ] |
| 2013 | Kanye West on Sway In The Morning                                    | Az év interjúja                   | Jelölve  | [ 151 ] |
| 2013 | All Kanye Everything                                                 | Az év sztorija                    | Jelölve  | [ 151 ] |
| 2013 | Kanye West Takes Issue With Jimmy Kimmel                             | Az év Tweetje                     | Elnyerte | [ 151 ] |
| 2014 | Sanctified (Co-producer)                                             | Az év alapja                      | Jelölve  | [ 152 ] |

## iHeartRadio Music Awards
| Év   | Jelölt / munka                       | Kategória               | Eredmény | For.    |
| ---- | ------------------------------------ | ----------------------- | -------- | ------- |
| 2016 | Blessings (Big Seannal és Drake-kel) | Az év hiphopdala        | Jelölve  | [ 153 ] |
| 2016 | Kanye West                           | Legmémelhetőbb pillanat | Jelölve  | [ 153 ] |

## International Dance Music Awards
| Év   | Jelölt / munka                                                                | Kategória                         | Eredmény | For.    |
| ---- | ----------------------------------------------------------------------------- | --------------------------------- | -------- | ------- |
| 2006 | Gold Digger (Jamie Foxx közreműködésével)                                     | Legjobb Rap/Hiphop dance dal      | Elnyerte | [ 154 ] |
| 2008 | Stronger                                                                      | Legjobb Rap/Hiphop dance dal      | Elnyerte | [ 155 ] |
| 2009 | Love Lockdown                                                                 | Legjobb Rap/Hiphop dance dal      | Elnyerte | [ 156 ] |
| 2009 | Love Lockdown                                                                 | Legjobb R&B/Urban Dance dal       | Jelölve  | [ 156 ] |
| 2009 | American Boy (Estelle-lel)                                                    | Legjobb R&B/Urban Dance dal       | Jelölve  | [ 156 ] |
| 2010 | Run This Town (Jay-Z-vel és Rihannával)                                       | Legjobb rap/hiphop/trap-dance dal | Jelölve  | [ 157 ] |
| 2012 | All of the Lights (Rihanna közreműködésével)                                  | Legjobb rap/hiphop/trap-dance dal | Jelölve  | [ 158 ] |
| 2013 | Mercy (Big Sean, Pusha T és 2 Chainz közreműködésével)                        | Legjobb rap/hiphop/trap-dance dal | Jelölve  | [ 159 ] |
| 2016 | All Day (Allan Kingdom, Theophilus London és Paul McCartney közreműködésével) | Legjobb rap/hiphop/trap-dance dal | Jelölve  | [ 160 ] |

## Kiss Awards
| Év   | Jelölt / munka                            | Kategória            | Eredmény | For.    |
| ---- | ----------------------------------------- | -------------------- | -------- | ------- |
| 2005 | Kanye West                                | Legjobb producer     | Elnyerte | [ 161 ] |
| 2005 | Kanye West                                | Stílus ikon          | Elnyerte | [ 161 ] |
| 2005 | Kanye West                                | Legjobb férfi előadó | Jelölve  | [ 161 ] |
| 2005 | Late Registration                         | Legjobb album        | Elnyerte | [ 161 ] |
| 2005 | Gold Digger (Jamie Foxx közreműködésével) | Legtöbb letöltés     | Jelölve  | [ 161 ] |

## Meteor Music Awards
| Év   | Jelölt / munka | Kategória                | Eredmény | For.    |
| ---- | -------------- | ------------------------ | -------- | ------- |
| 2005 | Kanye West     | Legjobb nemzetközi férfi | Jelölve  | [ 162 ] |
| 2006 | Kanye West     | Legjobb nemzetközi férfi | Elnyerte | [ 163 ] |
| 2008 | Kanye West     | Legjobb nemzetközi férfi | Jelölve  | [ 164 ] |
| 2009 | Kanye West     | Legjobb nemzetközi férfi | Jelölve  | [ 165 ] |

## Million Man March Image Award
| Év   | Jelölt / munka | Kategória                     | Eredmény | For.    |
| ---- | -------------- | ----------------------------- | -------- | ------- |
| 2005 | Kanye West     | Million Man March Image Award | Elnyerte | [ 166 ] |

## MOBO Awards
| Év   | Jelölt / munka                                    | Kategória                 | Eredmény | For.    |
| ---- | ------------------------------------------------- | ------------------------- | -------- | ------- |
| 2004 | All Falls Down (Syleena Johnson közreműködésével) | Legjobb kislemez          | Jelölve  | [ 167 ] |
| 2004 | All Falls Down (Syleena Johnson közreműködésével) | Legjobb videó             | Jelölve  | [ 167 ] |
| 2004 | Talk About Our Love (Brandyvel)                   | Legjobb közreműködés      | Jelölve  | [ 167 ] |
| 2004 | Slow Jamz (Twistával és Jamie Foxx-szal)          | Legjobb közreműködés      | Jelölve  | [ 167 ] |
| 2004 | The College Dropout                               | Legjobb album             | Elnyerte | [ 167 ] |
| 2004 | Kanye West                                        | Legjobb producer          | Elnyerte | [ 167 ] |
| 2004 | Kanye West                                        | Legjobb hiphop előadó     | Elnyerte | [ 167 ] |
| 2006 | Kanye West                                        | Legjobb hiphop előadó     | Jelölve  | [ 168 ] |
| 2006 | Kanye West                                        | Legjobb nemzetközi férfi  | Jelölve  | [ 168 ] |
| 2007 | Kanye West                                        | Legjobb nemzetközi előadó | Jelölve  | [ 169 ] |
| 2007 | Kanye West                                        | Legjobb hiphop előadó     | Elnyerte | [ 169 ] |
| 2007 | Stronger                                          | Legjobb videó             | Elnyerte | [ 169 ] |
| 2008 | Kanye West                                        | Legjobb nemzetközi előadó | Jelölve  | [ 170 ] |
| 2008 | American Boy (Estelle-lel)                        | Legjobb dal               | Elnyerte | [ 170 ] |
| 2009 | 808s & Heartbreak                                 | Legjobb album             | Jelölve  | [ 171 ] |
| 2009 | Kanye West                                        | Legjobb hiphop előadó     | Jelölve  | [ 171 ] |
| 2009 | Kanye West                                        | Legjobb nemzetközi előadó | Jelölve  | [ 171 ] |
| 2012 | Kanye West                                        | Legjobb nemzetközi előadó | Jelölve  | [ 172 ] |
| 2013 | Kanye West                                        | Legjobb nemzetközi előadó | Jelölve  | [ 173 ] |
| 2016 | Kanye West                                        | Legjobb nemzetközi előadó | Jelölve  | [ 174 ] |

## MP3.com Awards
| Év   | Jelölt / munka                            | Kategória        | Eredmény | For.    |
| ---- | ----------------------------------------- | ---------------- | -------- | ------- |
| 2006 | Late Registration                         | Legjobb album    | Elnyerte | [ 175 ] |
| 2006 | Gold Digger (Jamie Foxx közreműködésével) | Legjobb kislemez | Elnyerte | [ 175 ] |

## MP3 Music Awards
| Év   | Jelölt / munka                               | Kategória              | Eredmény | For.    |
| ---- | -------------------------------------------- | ---------------------- | -------- | ------- |
| 2011 | All of the Lights (Rihanna közreműködésével) | Legjobb hiphop/R&B/rap | Elnyerte | [ 176 ] |
| 2012 | Otis (Jay-Z-vel)                             | Legjobb hiphop/R&B/rap | Jelölve  | [ 177 ] |

## MTV Awards

### MTV Africa Awards
| Év   | Jelölt / munka | Kategória      | Eredmény | For.    |
| ---- | -------------- | -------------- | -------- | ------- |
| 2009 | Kanye West     | Legjobb hiphop | Jelölve  | [ 178 ] |

### MTV Asia Awards
| Év   | Jelölt / munka | Kategória           | Eredmény | For.    |
| ---- | -------------- | ------------------- | -------- | ------- |
| 2006 | Gold Digger    | Kedvenc videó       | Jelölve  | [ 179 ] |
| 2006 | Kanye West     | Kedvenc férfi videó | Jelölve  | [ 179 ] |
| 2008 | Kanye West     | Az Innováció díj    | Jelölve  | [ 180 ] |

### MTV Australia Awards
| Év   | Jelölt / munka             | Kategória            | Eredmény | For.    |
| ---- | -------------------------- | -------------------- | -------- | ------- |
| 2006 | Gold Digger                | Legjobb férfi videó  | Jelölve  | [ 181 ] |
| 2006 | Gold Digger                | Legjobb hiphopvideó  | Jelölve  | [ 181 ] |
| 2006 | Gold Digger                | Az év dala           | Jelölve  | [ 181 ] |
| 2009 | American Boy (Estelle-lel) | Legjobb közreműködés | Jelölve  | [ 182 ] |

### MTV Europe Music Awards
| Év   | Jelölt / munka      | Kategória      | Eredmény | For.    |
| ---- | ------------------- | -------------- | -------- | ------- |
| 2004 | Kanye West          | Legjobb hiphop | Jelölve  | [ 183 ] |
| 2005 | Kanye West          | Legjobb hiphop | Jelölve  | [ 184 ] |
| 2006 | Kanye West          | Legjobb hiphop | Elnyerte | [ 185 ] |
| 2006 | Kanye West          | Legjobb férfi  | Jelölve  | [ 185 ] |
| 2006 | Touch The Sky       | Legjobb videó  | Jelölve  | [ 185 ] |
| 2007 | Stronger            | Legjobb videó  | Jelölve  | [ 186 ] |
| 2007 | Kanye West          | Legjobb urban  | Jelölve  | [ 186 ] |
| 2008 | Kanye West          | Legjobb férfi  | Elnyerte | [ 187 ] |
| 2008 | Kanye West          | Legjobb urban  | Elnyerte | [ 187 ] |
| 2009 | Kanye West          | Legjobb urban  | Jelölve  | [ 188 ] |
| 2010 | Kanye West          | Legjobb hiphop | Jelölve  | [ 189 ] |
| 2010 | Kanye West          | Legjobb férfi  | Jelölve  | [ 189 ] |
| 2011 | Kanye West          | Legjobb férfi  | Jelölve  | [ 190 ] |
| 2011 | Kanye West és Jay-Z | Legjobb hiphop | Jelölve  | [ 190 ] |
| 2012 | Kanye West és Jay-Z | Legjobb hiphop | Jelölve  | [ 191 ] |
| 2012 | Kanye West és Jay-Z | Legjobb élőben | Jelölve  | [ 191 ] |
| 2012 | Kanye West          | Legjobb férfi  | Jelölve  | [ 191 ] |
| 2013 | Kanye West          | Legjobb hiphop | Jelölve  | [ 192 ] |
| 2014 | Kanye West          | Legjobb hiphop | Jelölve  | [ 193 ] |
| 2015 | Kanye West          | Legjobb férfi  | Jelölve  | [ 194 ] |
| 2015 | Kanye West          | Legjobb hiphop | Jelölve  | [ 194 ] |
| 2016 | Kanye West          | Legjobb hiphop | Jelölve  | [ 195 ] |
| 2016 | Famous              | Legjobb videó  | Jelölve  | [ 195 ] |

### MTV Italian Music Awards
| Év   | Jelölt / munka | Kategória         | Eredmény | For.    |
| ---- | -------------- | ----------------- | -------- | ------- |
| 2006 | Kanye West     | TRL az év férfija | Elnyerte | [ 196 ] |

### MTV Millennial Awards
| Év   | Jelölt / munka                        | Kategória       | Eredmény | For.    |
| ---- | ------------------------------------- | --------------- | -------- | ------- |
| 2016 | Kanye West bejelenti elnöki kampányát | Felkapott bomba | Jelölve  | [ 197 ] |

### MTV Movie Awards
| Év   | Jelölt / munka | Kategória                                           | Eredmény | For.    |
| ---- | -------------- | --------------------------------------------------- | -------- | ------- |
| 2014 | Kanye West     | Legjobb cameo (Ron Burgundy: A legenda folytatódik) | Jelölve  | [ 198 ] |

### MTV Video Music Awards
| Év   | Jelölt / munka                                  | Kategória                      | Eredmény | For.    |
| ---- | ----------------------------------------------- | ------------------------------ | -------- | ------- |
| 2004 | All Falls Down                                  | Legjobb új előadó egy videóban | Jelölve  | [ 199 ] |
| 2004 | All Falls Down                                  | Legnagyobb áttörés             | Jelölve  | [ 199 ] |
| 2004 | All Falls Down                                  | Legjobb hiphopvideó            | Jelölve  | [ 199 ] |
| 2004 | All Falls Down                                  | Legjobb férfi videó            | Jelölve  | [ 199 ] |
| 2005 | Jesus Walks                                     | Legjobb férfi videó            | Elnyerte | [ 200 ] |
| 2005 | Jesus Walks                                     | Az év videója                  | Jelölve  | [ 200 ] |
| 2005 | Jesus Walks                                     | Legjobb hiphopvideó            | Jelölve  | [ 200 ] |
| 2006 | Gold Digger                                     | Legjobb hiphopvideó            | Jelölve  | [ 201 ] |
| 2006 | Gold Digger                                     | Legjobb férfi videó            | Jelölve  | [ 201 ] |
| 2006 | Gold Digger                                     | Az év csengőhangja             | Jelölve  | [ 201 ] |
| 2007 | Stronger                                        | Az év videója                  | Jelölve  | [ 202 ] |
| 2007 | Stronger                                        | Legjobb rendező                | Jelölve  | [ 202 ] |
| 2007 | Stronger                                        | Legjobb vágás                  | Jelölve  | [ 202 ] |
| 2007 | Kanye West                                      | Az év férfi előadója           | Jelölve  | [ 202 ] |
| 2007 | Kanye West                                      | Legnagyobb négytusázó          | Jelölve  | [ 202 ] |
| 2008 | Good Life                                       | Legjobb speciális effektek     | Elnyerte | [ 203 ] |
| 2008 | Homecoming                                      | Legjobb hiphopvideó            | Jelölve  | [ 203 ] |
| 2009 | Love Lockdown                                   | Legjobb hiphopvideó            | Jelölve  | [ 204 ] |
| 2009 | Love Lockdown                                   | Az év videója                  | Jelölve  | [ 204 ] |
| 2009 | Love Lockdown                                   | Legjobb férfi videó            | Jelölve  | [ 204 ] |
| 2009 | Paranoid                                        | Legjobb speciális effektek     | Jelölve  | [ 204 ] |
| 2010 | Forever (Drake-kel, Lil Wayne-nel és Eminemmel) | Legjobb hiphopvideó            | Jelölve  | [ 205 ] |
| 2011 | Power                                           | Legjobb speciális effektek     | Jelölve  | [ 206 ] |
| 2011 | Power                                           | Legjobb művészi rendezés       | Jelölve  | [ 206 ] |
| 2011 | All of the Lights                               | Legjobb férfi videó            | Jelölve  | [ 206 ] |
| 2011 | All of the Lights                               | Legjobb vágás                  | Jelölve  | [ 206 ] |
| 2011 | All of the Lights                               | Legjobb közreműködés           | Jelölve  | [ 206 ] |
| 2011 | All of the Lights                               | Legjobb hiphopvideó            | Jelölve  | [ 206 ] |
| 2011 | E.T. (Katy Perryvel)                            | Legjobb közreműködés           | Elnyerte | [ 206 ] |
| 2012 | Otis (Jay-Z-vel)                                | Legjobb rendező                | Jelölve  | [ 207 ] |
| 2012 | Mercy                                           | Legjobb hiphopvideó            | Jelölve  | [ 207 ] |
| 2012 | Mercy                                           | Legjobb vágás                  | Jelölve  | [ 207 ] |
| 2012 | Niggas in Paris (Jay-Z-vel)                     | Legjobb vágás                  | Jelölve  | [ 207 ] |
| 2012 | Niggas in Paris (Jay-Z-vel)                     | Legjobb hiphopvideó            | Jelölve  | [ 207 ] |
| 2014 | Black Skinhead                                  | Legjobb hiphopvideó            | Jelölve  | [ 208 ] |
| 2015 | Kanye West                                      | MTV Életmű-díj                 | Elnyerte | [ 209 ] |
| 2016 | Famous                                          | Az év videója                  | Jelölve  | [ 210 ] |
| 2016 | Famous                                          | Legjobb férfi videó            | Jelölve  | [ 210 ] |
| 2017 | Fade                                            | Legjobb koreográfia            | Elnyerte | [ 211 ] |
| 2019 | I Love It                                       | Legjobb művészi rendezés       | Jelölve  | [ 212 ] |

### MTV Video Music Awards Japan
| Év   | Jelölt / munka             | Kategória            | Eredmény | For.    |
| ---- | -------------------------- | -------------------- | -------- | ------- |
| 2005 | Jesus Walks                | Legjobb férfi videó  | Jelölve  | [ 213 ] |
| 2005 | Jesus Walks                | Legjobb hiphopvideó  | Jelölve  | [ 213 ] |
| 2006 | Gold Digger                | Legjobb hiphopvideó  | Jelölve  | [ 214 ] |
| 2006 | Diamonds From Sierra Leone | Legjobb férfi videó  | Jelölve  | [ 214 ] |
| 2008 | Stronger                   | Az év videója        | Jelölve  | [ 215 ] |
| 2008 | Stronger                   | Legjobb hiphopvideó  | Jelölve  | [ 215 ] |
| 2009 | Heartless                  | Legjobb hiphopvideó  | Jelölve  | [ 216 ] |
| 2009 | Heartless                  | Legjobb férfi videó  | Jelölve  | [ 216 ] |
| 2011 | Runaway                    | Legjobb férfi videó  | Jelölve  | [ 217 ] |
| 2011 | Power                      | Legjobb hiphopvideó  | Jelölve  | [ 217 ] |
| 2012 | Otis (Jay-Z-vel)           | Legjobb hiphopvideó  | Jelölve  | [ 218 ] |
| 2012 | Otis (Jay-Z-vel)           | Legjobb közreműködés | Jelölve  | [ 218 ] |
| 2016 | Famous                     | Legjobb hiphopvideó  | Jelölve  | [ 219 ] |

### MTV Video Music Brazil Awards
| Év   | Jelölt / munka      | Kategória                 | Eredmény | For.    |
| ---- | ------------------- | ------------------------- | -------- | ------- |
| 2008 | Kanye West          | Legjobb nemzetközi előadó | Jelölve  | [ 220 ] |
| 2011 | Kanye West          | Legjobb nemzetközi előadó | Jelölve  | [ 221 ] |
| 2012 | Kanye West és Jay-Z | Legjobb nemzetközi előadó | Jelölve  | [ 222 ] |

### MTV Video Play Awards
| Év   | Jelölt / munka       | Kategória | Eredmény | For.    |
| ---- | -------------------- | --------- | -------- | ------- |
| 2012 | All of the Lights    | Arany     | Elnyerte | [ 223 ] |
| 2012 | E.T. (Katy Perryvel) | Platina   | Elnyerte | [ 223 ] |

### MTVU Woodie Awards
| Év   | Jelölt / munka                                         | Kategória                       | Eredmény | For.    |
| ---- | ------------------------------------------------------ | ------------------------------- | -------- | ------- |
| 2006 | Kanye West - Loop Dreams                               | Jó Woodie                       | Jelölve  | [ 224 ] |
| 2008 | Kanye West                                             | Fellépő Woodie                  | Jelölve  | [ 225 ] |
| 2011 | Kanye West                                             | Balpálya Woodie                 | Elnyerte | [ 226 ] |
| 2012 | Kanye West és Jay-Z                                    | Fellépő Woodie                  | Jelölve  | [ 227 ] |
| 2013 | Mercy (Big Sean, Pusha T és 2 Chainz közreműködésével) | Csapat Woodie                   | Jelölve  | [ 228 ] |
| 2014 | Kanye West                                             | A saját utamon csináltam Woodie | Jelölve  | [ 229 ] |

## MuchMusic Video Awards
| Év   | Jelölt / munka                                     | Kategória                                     | Eredmény | For.    |
| ---- | -------------------------------------------------- | --------------------------------------------- | -------- | ------- |
| 2004 | All Falls Down                                     | Legjobb nemzetközi videó - Előadó             | Jelölve  | [ 230 ] |
| 2005 | Jesus Walks                                        | Legjobb nemzetközi videó - Előadó             | Jelölve  | [ 231 ] |
| 2006 | Gold Digger                                        | Legjobb nemzetközi videó - Előadó             | Jelölve  | [ 232 ] |
| 2006 | Gold Digger                                        | Emberek választása: Kedvenc nemzetközi előadó | Jelölve  | [ 232 ] |
| 2006 | Touch the Sky                                      | Legjobb nemzetközi előadó                     | Jelölve  | [ 232 ] |
| 2008 | Stronger                                           | Emberek választása: Kedvenc nemzetközi videó  | Jelölve  | [ 233 ] |
| 2008 | Stronger                                           | Legjobb nemzetközi videó - Előadó             | Jelölve  | [ 233 ] |
| 2009 | Heartless                                          | Legjobb nemzetközi videó - Előadó             | Jelölve  | [ 234 ] |
| 2011 | Runaway                                            | Legjobb nemzetközi videó - Előadó             | Jelölve  | [ 235 ] |
| 2012 | Otis (Jay-Z-vel)                                   | Legtöbbet streamelt videó                     | Jelölve  | [ 236 ] |
| 2013 | No Church in the Wild (Jay-Z-vel)                  | Az év nemzetközi videója - Csoport            | Jelölve  | [ 237 ] |
| 2014 | Bound 2                                            | Az év nemzetközi videója - Előadó             | Jelölve  | [ 238 ] |
| 2015 | FourFiveSeconds (Rihannával és Paul McCartney-val) | Legjobb nemzetközi videó - Előadó             | Jelölve  | [ 239 ] |
| 2016 | Only One                                           | iHeartRadio Az év nemzetközi előadója         | Jelölve  | [ 240 ] |

## Music Video Production Awards
| Év   | Jelölt / munka                | Kategória             | Eredmény | For.    |
| ---- | ----------------------------- | --------------------- | -------- | ------- |
| 2005 | Ordinary People (rendezőként) | Legjobb R&B-videó     | Jelölve  | [ 241 ] |
| 2005 | Jesus Walks                   | Legjobb cinemtográfia | Jelölve  | [ 241 ] |
| 2005 | Jesus Walks                   | Legjobb vágás         | Jelölve  | [ 241 ] |
| 2005 | Jesus Walks                   | Legjobb hiphopvideó   | Jelölve  | [ 241 ] |
| 2006 | Heard 'Em Say                 | Legjobb hiphopvideó   | Elnyerte | [ 242 ] |
| 2007 | Touch The Sky                 | Legjobb hiphopvideó   | Elnyerte | [ 243 ] |
| 2007 | Touch The Sky                 | Legjobb cinemtográfia | Jelölve  | [ 243 ] |
| 2007 | Touch The Sky                 | Legjobb stílus        | Jelölve  | [ 243 ] |
| 2009 | We Were Once A Fairytale      | Legjobb hiphopvideó   | Elnyerte | [ 244 ] |
| 2012 | Otis (Jay-Z-vel)              | Legjobb hiphopvideó   | Elnyerte | [ 245 ] |

## NAACP Image Awards
| Év   | Jelölt / munka                                               | Kategória                                 | Eredmény | For.    |
| ---- | ------------------------------------------------------------ | ----------------------------------------- | -------- | ------- |
| 2005 | Kanye West                                                   | Kiemelkedő új előadó                      | Elnyerte | [ 246 ] |
| 2005 | Jesus Walks                                                  | Kiemelkedő videóklip                      | Jelölve  | [ 246 ] |
| 2005 | Jesus Walks                                                  | Kiemelkedő dal                            | Jelölve  | [ 246 ] |
| 2005 | The College Dropout                                          | Kiemelkedő album                          | Jelölve  | [ 246 ] |
| 2006 | Late Registration                                            | Kiemelkedő album                          | Jelölve  | [ 247 ] |
| 2006 | Diamonds from Sierra Leone                                   | Kiemelkedő videóklip                      | Jelölve  | [ 247 ] |
| 2006 | Diamonds from Sierra Leone                                   | Kiemelkedő dal                            | Jelölve  | [ 247 ] |
| 2006 | Kanye West                                                   | Kiemelkedő férfi előadó                   | Jelölve  | [ 247 ] |
| 2008 | Kanye West                                                   | Kiemelkedő férfi előadó                   | Jelölve  | [ 248 ] |
| 2008 | Stronger                                                     | Kiemelkedő videóklip                      | Jelölve  | [ 248 ] |
| 2008 | Stronger                                                     | Kiemelkedő dal                            | Jelölve  | [ 248 ] |
| 2008 | Graduation                                                   | Kiemelkedő album                          | Jelölve  | [ 248 ] |
| 2009 | 808s & Heartbreak                                            | Kiemelkedő album                          | Jelölve  | [ 249 ] |
| 2009 | American Boy (Estelle-lel)                                   | Kiemelkefő duó, csoport vagy közreműködés | Jelölve  | [ 249 ] |
| 2010 | Run This Town (Jay-Z-vel és Rihannával)                      | Kiemelkefő duó, csoport vagy közreműködés | Jelölve  | [ 250 ] |
| 2011 | Kanye West                                                   | Kiemelkedő férfi előadó                   | Jelölve  | [ 251 ] |
| 2011 | My Beautiful Dark Twisted Fantasy                            | Kiemelkedő album                          | Jelölve  | [ 251 ] |
| 2016 | One Man Can Change The World (Big Seannal és John Legenddel) | Kiemelkefő duó, csoport vagy közreműködés | Jelölve  | [ 252 ] |
| 2018 | Love Yourself (Mary J. Blige-val)                            | Kiemelkefő duó, csoport vagy közreműködés | Jelölve  | [ 253 ] |

## NMEAwards
| Év   | Jelölt / munka                         | Kategória                       | Eredmény | For.    |
| ---- | -------------------------------------- | ------------------------------- | -------- | ------- |
| 2006 | Kanye West                             | Legjobb szólóelőadó             | Elnyerte | [ 254 ] |
| 2010 | Kanye West                             | Az év gonosza                   | Elnyerte | [ 255 ] |
| 2011 | Kanye West                             | Legjobb szólóelőadó             | Jelölve  | [ 256 ] |
| 2011 | Kanye West                             | Legjobb blog vagy Twitter       | Jelölve  | [ 256 ] |
| 2011 | Kanye West                             | Az év hőse                      | Jelölve  | [ 256 ] |
| 2012 | Watch The Throne                       | Legjobb albumborító             | Jelölve  | [ 257 ] |
| 2012 | Kanye West                             | Legjobb blog vagy Twitter       | Jelölve  | [ 257 ] |
| 2013 | Niggas In Paris (Jay-Z-vel)            | Legjobb tánchimnusz             | Jelölve  | [ 258 ] |
| 2014 | Yeezus                                 | Legjobb album                   | Jelölve  | [ 259 ] |
| 2014 | Kanye West felhozza Jézust a színpadra | Az év zenei pillanata           | Jelölve  | [ 259 ] |
| 2014 | Kanye West                             | Az év szólóelőadója             | Jelölve  | [ 259 ] |
| 2016 | Kanye West                             | Az év hőse                      | Jelölve  | [ 260 ] |
| 2016 | Kanye West                             | Az év nemzetközi szólóelőadója  | Jelölve  | [ 260 ] |
| 2016 | Kanye West                             | Az év gonosza                   | Jelölve  | [ 260 ] |
| 2016 | Kanye a Britsen                        | Az év zenei pillanata           | Jelölve  | [ 260 ] |
| 2017 | Kanye West                             | Legjobb nemzetközi férfi előadó | Jelölve  | [ 261 ] |
| 2017 | Famous                                 | Legjobb videó                   | Jelölve  | [ 261 ] |
| 2017 | The Life of Pablo                      | Legjobb album                   | Jelölve  | [ 261 ] |

## NRJ Music Awards
| Év   | Jelölt / munka                        | Kategória                          | Eredmény | For.    |
| ---- | ------------------------------------- | ---------------------------------- | -------- | ------- |
| 2009 | American Boy (Estelle-lel)            | Legjobb nemzetközi dal             | Jelölve  | [ 262 ] |
| 2009 | Kanye West és Estelle                 | Az év nemzetközi csoportja / duója | Jelölve  | [ 262 ] |
| 2015 | Kanye West, Paul McCartney és Rihanna | Az év nemzetközi csoportja / duója | Jelölve  | [ 263 ] |

## O Music Awards
| Év   | Jelölt / munka       | Kategória                    | Eredmény | For.    |
| ---- | -------------------- | ---------------------------- | -------- | ------- |
| 2011 | Kanye West           | Innovatív előadó             | Jelölve  | [ 264 ] |
| 2011 | Kanye West           | Követendő előadó a Twitteren | Jelölve  | [ 264 ] |
| 2011 | F**k Yeah Kanye West | Kedvenc F**k Yeah Tumblr     | Jelölve  | [ 264 ] |
| 2011 | Kanye West           | Legjobb Tweet                | Jelölve  | [ 264 ] |
| 2011 | Kanye West           | Legjobb Tweet                | Jelölve  | [ 264 ] |
| 2011 | Kanye West           | Legjobb Tweet                | Jelölve  | [ 264 ] |
| 2011 | Kanye West           | Legjobb Tweet                | Jelölve  | [ 264 ] |
| 2011 | Kanye West           | Legjobb Tweet                | Elnyerte | [ 265 ] |

## People's Choice Awards
| Év   | Jelölt / munka                          | Kategória                  | Eredmény | For.    |
| ---- | --------------------------------------- | -------------------------- | -------- | ------- |
| 2008 | Stronger                                | Kedvenc hiphopdal          | Jelölve  | [ 266 ] |
| 2009 | Good Life (T-Pain közreműködésével)     | Kedvenc hiphopdal          | Jelölve  | [ 267 ] |
| 2010 | Run This Town (Jay-Z-vel és Rihannával) | Kedvenc zenei közreműködés | Elnyerte | [ 268 ] |
| 2012 | E.T. (Katy Perryvel)                    | Az év kedvenc dala         | Elnyerte | [ 269 ] |
| 2014 | Kanye West                              | Kedvenc hiphopelőadó       | Jelölve  | [ 270 ] |
| 2017 | Kanye West                              | Kedvenc hiphopelőadó       | Jelölve  | [ 271 ] |

## PollstarAwards
| Év   | Jelölt / munka | Kategória                 | Eredmény | For.    |
| ---- | -------------- | ------------------------- | -------- | ------- |
| 2004 | Kanye West     | Legjobb új turnézó előadó | Jelölve  | [ 272 ] |
| 2008 | Kanye West     | Legkreatívabb színpadterv | Jelölve  | [ 273 ] |
| 2016 | Kanye West     | Legkreatívabb színpadterv | Jelölve  | [ 274 ] |

## Q Awards
| Év   | Jelölt / munka | Kategória           | Eredmény | For.    |
| ---- | -------------- | ------------------- | -------- | ------- |
| 2015 | Kanye West     | Legjobb szólóelőadó | Jelölve  | [ 275 ] |

## Shorty Awards
| Év   | Jelölt / munka | Kategória      | Eredmény | For.    |
| ---- | -------------- | -------------- | -------- | ------- |
| 2016 | Kanye West     | Legjobb zenész | Jelölve  | [ 276 ] |

## SmashHits Awards
| Év   | Jelölt / munka | Kategória            | Eredmény | For.    |
| ---- | -------------- | -------------------- | -------- | ------- |
| 2005 | Kanye West     | Legjobb hiphopelőadó | Jelölve  | [ 277 ] |

## Soul Train Music Awards
| Év   | Jelölt / munka                                         | Kategória                           | Eredmény | For.    |
| ---- | ------------------------------------------------------ | ----------------------------------- | -------- | ------- |
| 2004 | Kanye West                                             | Legjobb új előadó                   | Jelölve  | [ 278 ] |
| 2005 | Jesus Walks                                            | Az év videója                       | Jelölve  | [ 279 ] |
| 2006 | Gold Digger (Jamie Foxx közreműködésével)              | Az év videója                       | Elnyerte | [ 280 ] |
| 2006 | Gold Digger (Jamie Foxx közreműködésével)              | Legjobb R&B/Soul vagy Rap Dance dal | Jelölve  | [ 280 ] |
| 2009 | 808s & Heartbreak                                      | Az év albuma                        | Jelölve  | [ 281 ] |
| 2009 | Knock You Down (Keri Hilsonnal és Ne-Yoval)            | Legjobb közreműködés                | Elnyerte | [ 281 ] |
| 2009 | Knock You Down (Keri Hilsonnal és Ne-Yoval)            | Az év felvétele                     | Jelölve  | [ 281 ] |
| 2010 | Find Your Love (dalszerzőként)                         | Az év felvétele                     | Jelölve  | [ 282 ] |
| 2011 | Watch the Throne                                       | Az év albuma                        | Jelölve  | [ 283 ] |
| 2011 | All of the Lights (Rihanna közreműködésével)           | Az év dala                          | Jelölve  | [ 283 ] |
| 2011 | All of the Lights (Rihanna közreműködésével)           | Az év hiphopdala                    | Jelölve  | [ 283 ] |
| 2011 | Otis (Jay-Z-vel)                                       | Az év hiphopdala                    | Jelölve  | [ 283 ] |
| 2012 | Mercy (Big Sean, Pusha T és 2 Chainz közreműködésével) | Az év hiphopdala                    | Elnyerte | [ 284 ] |
| 2015 | Blessings (Big Seannal és Drake-kel)                   | Az év hiphopdala                    | Jelölve  | [ 285 ] |
| 2015 | Blessings (Big Seannal és Drake-kel)                   | Legjobb közreműködés                | Jelölve  | [ 285 ] |
| 2016 | The Life of Pablo                                      | Az év albuma                        | Jelölve  | [ 286 ] |
| 2016 | Fade                                                   | Az év videója                       | Jelölve  | [ 286 ] |
| 2016 | Fade                                                   | Legjobb dance teljesítmény          | Elnyerte | [ 286 ] |
| 2017 | Love Yourself (Mary J. Blige-dzsal)                    | Legjobb közreműködés                | Jelölve  | [ 287 ] |

## SourceAwards
| Év   | Jelölt / munka                           | Kategória                         | Eredmény | For.    |
| ---- | ---------------------------------------- | --------------------------------- | -------- | ------- |
| 2003 | B R Right (producerként)                 | Az év kislemeze - Női szólóelőadó | Jelölve  | [ 288 ] |
| 2003 | Guess Who's Back (producerként)          | Az év Fat Tape dala               | Elnyerte | [ 288 ] |
| 2003 | Kanye West                               | Az év producere                   | Jelölve  | [ 288 ] |
| 2004 | Kanye West                               | Az év producere                   | Jelölve  | [ 289 ] |
| 2004 | Kanye West                               | Éttörő előadó                     | Elnyerte | [ 289 ] |
| 2004 | Kanye West                               | Az év dalszerzője                 | Jelölve  | [ 289 ] |
| 2004 | Kanye West                               | Az év koncertfellépője            | Jelölve  | [ 289 ] |
| 2004 | Slow Jamz (Twistával és Jamie Foxx-szal) | Az év R&B/Rap közreműködése       | Jelölve  | [ 289 ] |
| 2004 | The College Dropout                      | Az év albuma                      | Elnyerte | [ 289 ] |
| 2004 | Through the Wire                         | Az év videója                     | Elnyerte | [ 289 ] |

## South African Hip Hop Awards
| Év   | Jelölt / munka | Kategória                 | Eredmény | For.    |
| ---- | -------------- | ------------------------- | -------- | ------- |
| 2021 | Kanye West     | Legjobb nemzetközi előadó | Függőben | [ 290 ] |

## Sucker Free Awards
| Év   | Jelölt / munka              | Kategória            | Eredmény | For.    |
| ---- | --------------------------- | -------------------- | -------- | ------- |
| 2011 | Kanye West és Jay-Z         | 2011 SIkeres előadói | Jelölve  | [ 291 ] |
| 2011 | Watch The Throne            | Az év legjobb albuma | Elnyerte | [ 291 ] |
| 2011 | Niggas In Paris (Jay-Z-vel) | Az év dala           | Elnyerte | [ 291 ] |

## Swiss Music Awards
| Év   | Jelölt / munka    | Kategória                      | Eredmény | For.    |
| ---- | ----------------- | ------------------------------ | -------- | ------- |
| 2008 | Graduation        | Legjobb nemzetközi urban album | Jelölve  | [ 292 ] |
| 2009 | 808s & Heartbreak | Legjobb nemzetközi urban album | Jelölve  | [ 293 ] |
| 2012 | Watch The Throne  | Legjobb nemzetközi urban album | Jelölve  | [ 294 ] |

## TEC Awards
| Év   | Jelölt / munka                            | Kategória                    | Eredmény | For.    |
| ---- | ----------------------------------------- | ---------------------------- | -------- | ------- |
| 2006 | Gold Digger (Jamie Foxx közreműködésével) | Producer / KIslemez vagy dal | Jelölve  | [ 295 ] |
| 2006 | Late Registration                         | Producer / Album             | Jelölve  | [ 295 ] |

## Teen Choice Awards
| Év   | Jelölt / munka                                    | Kategória                      | Eredmény | For.    |
| ---- | ------------------------------------------------- | ------------------------------ | -------- | ------- |
| 2004 | The College Dropout                               | Choice Zene: Album             | Jelölve  | [ 296 ] |
| 2004 | All Falls Down (Sylenna Johnson közreműködésével) | Choice Zene: Hip-Hop/Rapdal    | Jelölve  | [ 296 ] |
| 2004 | Kanye West                                        | Choice Zene: Férfi előadó      | Jelölve  | [ 296 ] |
| 2004 | Kanye West                                        | Choice Zene: R&B-előadó        | Jelölve  | [ 296 ] |
| 2004 | Kanye West                                        | Choice Zene: Áttörő előadó     | Jelölve  | [ 296 ] |
| 2005 | Kanye West                                        | Choice Zene: Rapelőadó         | Jelölve  | [ 297 ] |
| 2006 | Kanye West                                        | Choice Zene: Rapelőadó         | Jelölve  | [ 298 ] |
| 2006 | Kanye West                                        | Choice Zene: Férfi előadó      | Jelölve  | [ 298 ] |
| 2008 | Kanye West                                        | Choice Zene: Férfi előadó      | Jelölve  | [ 299 ] |
| 2008 | Kanye West                                        | Choice Zene: Rapelőadó         | Jelölve  | [ 299 ] |
| 2008 | Homecoming (Chris Martin közreműködésével)        | Choice Zene: R&B/Hiphopdal     | Jelölve  | [ 299 ] |
| 2009 | Kanye West                                        | Choice Zene: Rapelőadó         | Elnyerte | [ 300 ] |
| 2009 | Kanye West                                        | Choice Zene: Férfi előadó      | Jelölve  | [ 300 ] |
| 2009 | Love Lockdown                                     | Choice Zene: R&B-dal           | Jelölve  | [ 300 ] |
| 2009 | Heartless                                         | Choice Zene: Rap/Hiphopdal     | Jelölve  | [ 300 ] |
| 2009 | 808s & Heartbreak                                 | Choice Zene: Album – Férfi     | Jelölve  | [ 300 ] |
| 2009 | Knock You Down (Keri Hilsonnal és Ne-Yoval)       | Choice Zene: Nyári dal         | Jelölve  | [ 300 ] |
| 2011 | All of the Lights (Rihanna közreműködésével)      | Choice Zene: Rap/Hiphopdal     | Jelölve  | [ 301 ] |
| 2011 | Kanye West                                        | Choice Zene: R&B/Hiphop előadó | Jelölve  | [ 301 ] |
| 2012 | Kanye West                                        | Choice Zene: R&B/Hiphop előadó | Jelölve  | [ 302 ] |
| 2013 | Kanye West                                        | Choice Zene: Hiphop/Rap előadó | Jelölve  | [ 303 ] |
| 2015 | Kanye West                                        | Choice Zene: Hiphop/Rap előadó | Jelölve  | [ 304 ] |
| 2015 | FourFiveSeconds (Rihannával és Paul McCartneyval) | Choice Zene: R&B/Hiphopdal     | Jelölve  | [ 304 ] |
| 2016 | Kanye West                                        | Choice Twit                    | Jelölve  | [ 305 ] |
| 2016 | Kanye West                                        | Choice Stílus: Férfi           | Jelölve  | [ 305 ] |
| 2016 | Kanye West                                        | Közösségi Média Király         | Jelölve  | [ 305 ] |

## The Recording Academy Honors
| Év   | Jelölt / munka | Kategória                                      | Eredmény | For.    |
| ---- | -------------- | ---------------------------------------------- | -------- | ------- |
| 2007 | Kanye West     | Chicago Chapter's The Recording Academy Honors | Elnyerte | [ 306 ] |

## The Record of the Year
| Év   | Jelölt / munka             | Kategória       | Eredmény | For.    |
| ---- | -------------------------- | --------------- | -------- | ------- |
| 2009 | American Boy (Estelle-lel) | Az év felvétele | Jelölve  | [ 307 ] |

## TMF Awards
| Év   | Jelölt / munka | Kategória                | Eredmény | For.    |
| ---- | -------------- | ------------------------ | -------- | ------- |
| 2009 | Kanye West     | Legjobb nemzetközi urban | Jelölve  | [ 308 ] |

## TMH Awards
| Év   | Jelölt / munka                           | Kategória                            | Eredmény | For.    |
| ---- | ---------------------------------------- | ------------------------------------ | -------- | ------- |
| 2004 | Kanye West                               | Legjobb új hiphop előadó             | Elnyerte | [ 309 ] |
| 2004 | Kanye West                               | Az év előadója                       | Jelölve  | [ 309 ] |
| 2004 | Slow Jamz (Twistával és Jamie Foxx-szal) | Az év legjobb közreműködés kislemeze | Jelölve  | [ 309 ] |
| 2004 | Slow Jamz (Twistával és Jamie Foxx-szal) | Az év kedvenc balladája              | Jelölve  | [ 309 ] |
| 2004 | Jesus Walks                              | Az év videója                        | Jelölve  | [ 309 ] |

## TRL Awards
| Év   | Jelölt / munka | Kategória            | Eredmény | For.    |
| ---- | -------------- | -------------------- | -------- | ------- |
| 2005 | Kanye West     | Legjobb új előadó    | Elnyerte | [ 310 ] |
| 2005 | Kanye West     | Legjobb férfi előadó | Jelölve  | [ 310 ] |
| 2006 | Kanye West     | Legjobb férfi előadó | Jelölve  | [ 311 ] |

## UK Festival Awards
| Év   | Jelölt / munka              | Kategória       | Eredmény | For.    |
| ---- | --------------------------- | --------------- | -------- | ------- |
| 2013 | Niggas In Paris (Jay-Z-vel) | A nyár himnusza | Jelölve  | [ 312 ] |

## UK Music Video Awards
| Év   | Jelölt / munka                    | Kategória                           | Eredmény | For.    |
| ---- | --------------------------------- | ----------------------------------- | -------- | ------- |
| 2010 | Power                             | Legjobb vizuális effektek           | Jelölve  | [ 313 ] |
| 2010 | Power                             | Legjobb urban videó – Nemzetközi    | Jelölve  | [ 313 ] |
| 2011 | Otis (Jay-Z-vel)                  | Legjobb urban videó – Nemzetközi    | Elnyerte | [ 314 ] |
| 2012 | Niggas In Paris (Jay-Z-vel)       | Legjobb urban videó – Nemzetközi    | Jelölve  | [ 315 ] |
| 2012 | No Church In The Wild (Jay-Z-vel) | Legjobb urban videó – Nemzetközi    | Jelölve  | [ 315 ] |
| 2012 | No Church In The Wild (Jay-Z-vel) | Legjobb cinematográfia egy videóban | Jelölve  | [ 315 ] |
| 2012 | No Church In The Wild (Jay-Z-vel) | Legjobb telecine egy videóban       | Jelölve  | [ 315 ] |
| 2017 | Fade                              | Legjobb nemzetközi dance            | Jelölve  | [ 316 ] |
| 2017 | Fade                              | Legjobb koreográfia egy videóban    | Elnyerte | [ 316 ] |

## Urban Music Awards

### Urban Music Awards Australia and New Zealand
| Év   | Jelölt / munka | Kategória                 | Eredmény | For.    |
| ---- | -------------- | ------------------------- | -------- | ------- |
| 2006 | Kanye West     | Legjobb nemzetközi előadó | Elnyerte | [ 317 ] |

### Urban Music Awards UK
| Év   | Jelölt / munka             | Kategória                 | Eredmény | For.    |
| ---- | -------------------------- | ------------------------- | -------- | ------- |
| 2008 | American Boy (Estelle-lel) | Legjobb közreműködés      | Elnyerte | [ 318 ] |
| 2013 | Kanye West                 | Legjobb nemzetközi előadó | Jelölve  | [ 319 ] |
| 2016 | Kanye West                 | Legjobb nemzetközi előadó | Jelölve  | [ 320 ] |
| 2018 | Kanye West                 | Legjobb nemzetközi előadó | Jelölve  |         |
| 2018 | Kanye West                 | Az év előadója (USA)      | Jelölve  |         |

### Urban Music Awards USA
| Év   | Jelölt / munka             | Kategória             | Eredmény | For.    |
| ---- | -------------------------- | --------------------- | -------- | ------- |
| 2009 | 808s & Heartbreak          | Legjobb album         | Elnyerte | [ 321 ] |
| 2009 | Kanye West                 | Legjobb hiphop előadó | Jelölve  | [ 321 ] |
| 2009 | American Boy (Estelle-lel) | Legjobb közreműködés  | Elnyerte | [ 321 ] |

## Vibe Awards
| Év   | Jelölt / munka                                    | Kategória                 | Eredmény | For.    |
| ---- | ------------------------------------------------- | ------------------------- | -------- | ------- |
| 2004 | Kanye West                                        | Az év előadója            | Jelölve  | [ 322 ] |
| 2004 | Jesus Walks                                       | Legjobb refrén            | Jelölve  | [ 322 ] |
| 2004 | All Falls Down (Sylenna Johnson közreműködésével) | Reelest Video             | Jelölve  | [ 322 ] |
| 2004 | Slow Jamz (Twistával és Jamie Foxx-szal)          | Legkirályabb közreműködés | Jelölve  | [ 322 ] |
| 2005 | Gold Digger (Jamie Foxx közreműködésével)         | Legkirályabb közreműködés | Jelölve  | [ 323 ] |
| 2005 | Late Registration                                 | Az év albuma              | Jelölve  | [ 323 ] |
| 2005 | Kanye West                                        | Az év előadója            | Jelölve  | [ 323 ] |
| 2005 | Kanye West                                        | Legjobb rapper            | Elnyerte | [ 323 ] |
| 2007 | Kanye West                                        | VStyle                    | Jelölve  | [ 324 ] |
| 2007 | Can't Tell Me Nothing                             | Az év mixtape-je          | Elnyerte | [ 324 ] |

## Virgin Media Music Awards
| Év   | Jelölt / munka           | Kategória            | Eredmény | For.    |
| ---- | ------------------------ | -------------------- | -------- | ------- |
| 2010 | Kanye West               | Az év lúzerje        | Elnyerte | [ 325 ] |
| 2011 | Kanye West               | Legjobb férfi        | Jelölve  | [ 326 ] |
| 2011 | Kanye West és Jay-Z      | Legjobb közreműködés | Jelölve  | [ 327 ] |
| 2011 | Kanye West és Katy Perry | Legjobb közreműködés | Jelölve  | [ 327 ] |

## Webby Awards
| Év   | Jelölt / munka | Kategória      | Eredmény | For.    |
| ---- | -------------- | -------------- | -------- | ------- |
| 2016 | Kanye West     | Az év előadója | Elnyerte | [ 328 ] |

## World Music Awards
| Év   | Jelölt / munka                                         | Kategória                                          | Eredmény | For.    |
| ---- | ------------------------------------------------------ | -------------------------------------------------- | -------- | ------- |
| 2004 | Kanye West                                             | A világ legjobb új férfi előadója                  | Elnyerte | [ 329 ] |
| 2006 | Kanye West                                             | A világ legtöbbet eladott hiphop/rap előadója      | Elnyerte | [ 330 ] |
| 2014 | Kanye West                                             | A világ legjobb szórakoztató személyisége az évben | Jelölve  | [ 331 ] |
| 2014 | Kanye West                                             | A világ legjobb férfi előadója                     | Jelölve  | [ 331 ] |
| 2014 | Kanye West                                             | A világ legjobb koncertfellépője                   | Jelölve  | [ 331 ] |
| 2014 | Yeezus                                                 | A világ legjobb albuma                             | Jelölve  | [ 331 ] |
| 2014 | Cruel Summer                                           | A világ legjobb albuma                             | Jelölve  | [ 331 ] |
| 2014 | Black Skinhead                                         | A világ legjobb dala                               | Jelölve  | [ 331 ] |
| 2014 | Clique (Big Sean és Jay-Z közreműködésével)            | A világ legjobb dala                               | Jelölve  | [ 331 ] |
| 2014 | Mercy (Big Sean, Pusha T és 2 Chainz közreműködésével) | A világ legjobb dala                               | Jelölve  | [ 331 ] |
| 2014 | Mercy (Big Sean, Pusha T és 2 Chainz közreműködésével) | A világ legjobb videóklipje                        | Jelölve  | [ 331 ] |

## XM Nation Awards
| Év   | Jelölt / munka | Kategória            | Eredmény | For.    |
| ---- | -------------- | -------------------- | -------- | ------- |
| 2005 | Kanye West     | Legfontosabb előadó  | Jelölve  | [ 332 ] |
| 2005 | Kanye West     | Az év urban előadója | Elnyerte | [ 332 ] |

## XXLAwards
| Év   | Jelölt / munka                                                              | Kategória                | Eredmény | For.    |
| ---- | --------------------------------------------------------------------------- | ------------------------ | -------- | ------- |
| 2013 | Mercy (Big Sean, Pusha T és 2 Chainz közreműködésével)                      | Az év felvétele          | Elnyerte | [ 333 ] |
| 2013 | Mercy (Big Sean, Pusha T és 2 Chainz közreműködésével)                      | Legjobb videó            | Jelölve  | [ 333 ] |
| 2013 | Mercy (Big Sean, Pusha T és 2 Chainz közreműködésével)                      | Legjobb csoport felvétel | Elnyerte | [ 333 ] |
| 2013 | I Don't Like Remix (Chief Keeffel, Pusha T-vel, Big Seannal és Jadakisszel) | Legjobb csoport felvétel | Jelölve  | [ 333 ] |
| 2013 | I Don't Like Remix (Chief Keeffel, Pusha T-vel, Big Seannal és Jadakisszel) | Legjobb remix            | Elnyerte | [ 333 ] |
| 2013 | Kanye West                                                                  | Legjobban öltözött       | Jelölve  | [ 333 ] |
| 2013 | Cruel Summer                                                                | Legjobb csoport album    | Elnyerte | [ 333 ] |
| 2013 | New God Flow (co-producer)                                                  | Legjobb alap             | Elnyerte | [ 333 ] |